# 博爾蓋塞美術館
博爾蓋塞美術館（義大利語：Museo e Galleria Borghese）是義大利的一座美術館，位於羅馬的博爾蓋塞別墅。美術館主要收藏義大利文藝復興和巴洛克绘画。美術館的建築在歷史上曾是博爾蓋塞家族的住所，於1613年開始施工，1620年完工。1903年之後，這裡成為義大利的國立美術館，以收藏世界上數量最多的卡拉瓦喬作品以及大量貝尼尼雕塑聞名。

## 歷史
19世紀末，義大利政府想要向當時因一連串投資失利而面臨巨大財務困難的博爾蓋塞家族購買博爾蓋塞別墅，在經過多次討價還價，最後政府於1902年以360萬義大利里拉的價格購買
，這個價格可說是非常划算的，因為光是別墅內收藏的幾件畫作價格就遠高於此，政府於購得的隔年成立美術館並對外開放。
於20世紀末，義大利政府花費500億舊里拉（約3,400萬美金）對美術館進行了全面的修復，並於1997年重新開放。

## 收藏
美術館最早一批藏品是由博爾蓋塞家族的保祿五世由朱塞佩·切薩里（又名 Cavalier d'Arpino“阿爾皮諾騎士”）手中沒收而來約107幅的油畫，保祿五世並於隔年自保羅·艾米利歐·斯馮德拉提樞機手中購得71幅畫作，保祿五世的外甥希皮歐內·博爾蓋塞樞機委託弗拉米尼奧·蓬齊奧及喬凡尼·瓦薩齊奧打造博爾蓋塞別墅，並將家族大部分藏品遷移至此，希皮歐內樞機本身也是一個藝術贊助者，他進一步收藏了大量的藏品，他於1633年去世前制定了《委託遺贈法》，保住了別墅內的收藏，使其在接下來一個多世紀不被家族後代變賣。
家族成員保羅·博爾蓋塞王子（Paolo Borghese，1622或24年－1646）於1638年娶了阿爾多布蘭迪尼家族的奧林皮亞·阿爾多布蘭迪尼女親王，奧林皮亞是阿爾多布蘭迪尼家族遺產的唯一繼承者，也因為如此，家族又多了幾件著名的藏品，至17世紀末，家族已累積收藏超過800件繪畫及雕塑。
儘管家族在一百多年間致力於收藏及維護這些藝術珍品，這些收藏卻在19世紀受到前所未有的巨變，家族首領卡米洛·博爾蓋塞親王（Camillo Borghese，1775－1832）曾在拿破崙的軍隊中擔任將軍，他於1803年娶了拿破崙的妹妹寶琳·波拿巴，獲得了殿下（Altezza Imperiale）的稱號，1806年更獲封瓜斯塔拉公爵及親王的頭銜以及皮埃蒙特總督（1807－1814），雖然獲得了非常多榮譽，但也引來許多義務，其中之一便是被迫變賣藏品給羅浮宮，他在1807－1808年總計共出售了154件全身雕像、170件浮雕、160件半身雕像外加一些珍貴的大理石圓柱和古羅馬花瓶給羅浮宮，被譽為對義大利藝術品最嚴重的破壞行為之一。
卡米洛膝下無子，親王爵位由他的弟弟弗朗切斯科（Francesco Borghese，1776－1839）繼承，他為了彌補家族對考古收藏的空缺，收購了一些新考古發掘出土的文物。也因為擔心家族收藏再一次受到破壞，於1833年制定了新的《委託遺贈法》，聲明家族文物皆不可轉讓，此一明智的做法保障了家族的收藏在19世紀的完整性，並得以讓家族在後來陷入經濟困境時能以低價但完整地將其出售給政府。

## 主要館藏

### 雕塑

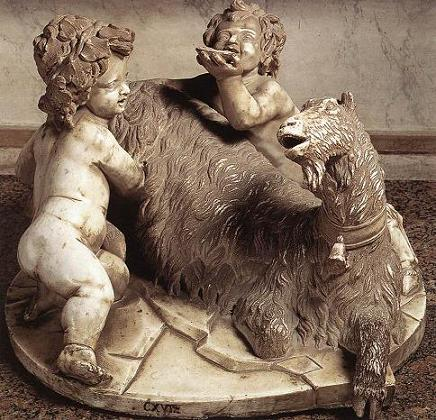
濟安·貝尼尼的《羊型阿瑪爾忒婭（英语：The Goat Amalthea with the Infant Jupiter and a Faun）》，作於1606－1615年
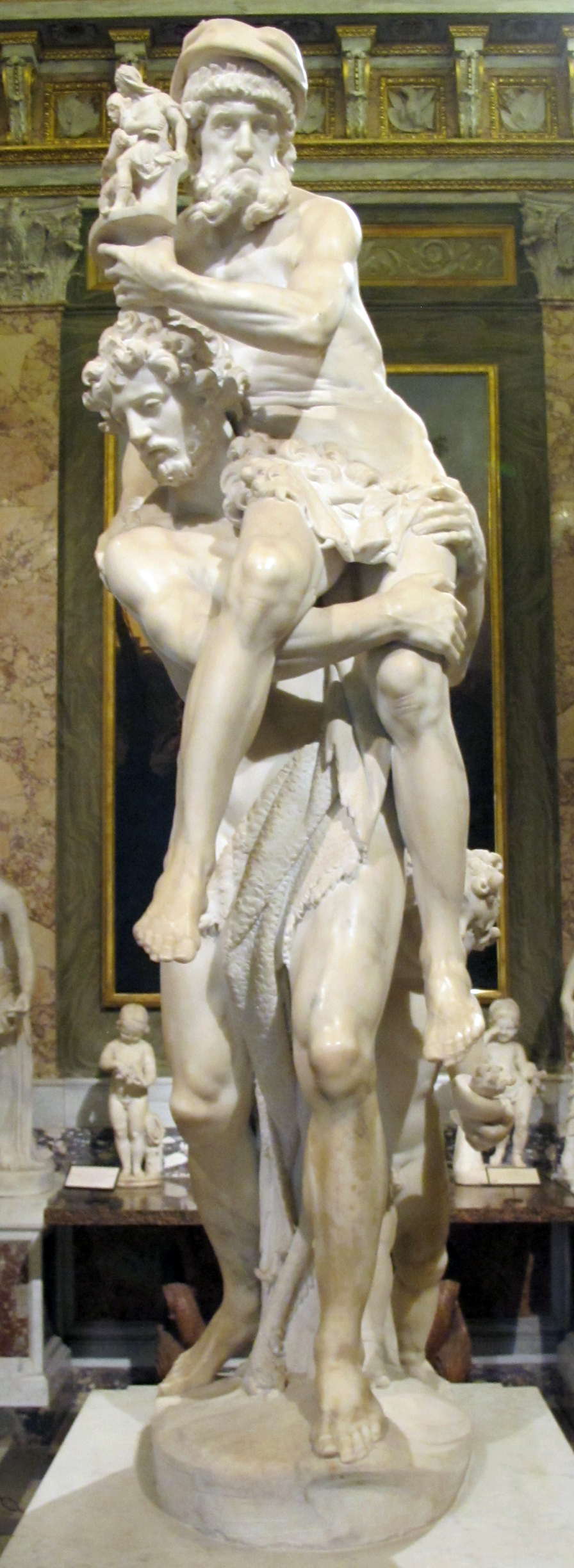
濟安·貝尼尼的《埃涅阿斯、安喀塞斯與阿斯卡尼俄斯（英语：Aeneas, Anchises, and Ascanius）》，作於1619年，1619年購入
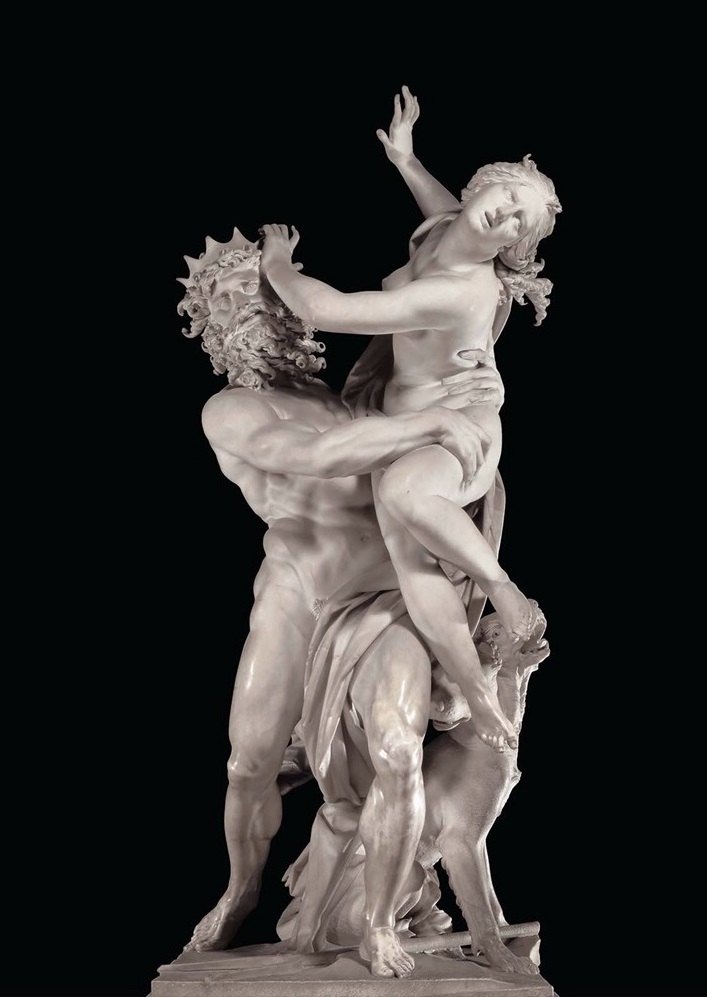
濟安·貝尼尼的《被擄掠的珀耳塞福涅》，作於1621－1622年，1622年購入
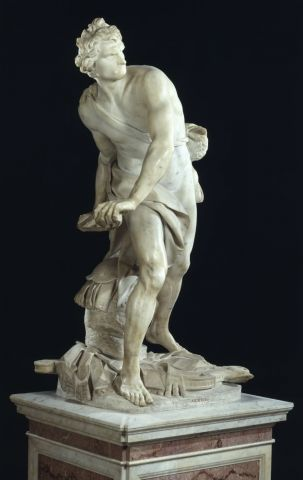
濟安·貝尼尼的《大衛》，作於1623－1624年，1624年購入
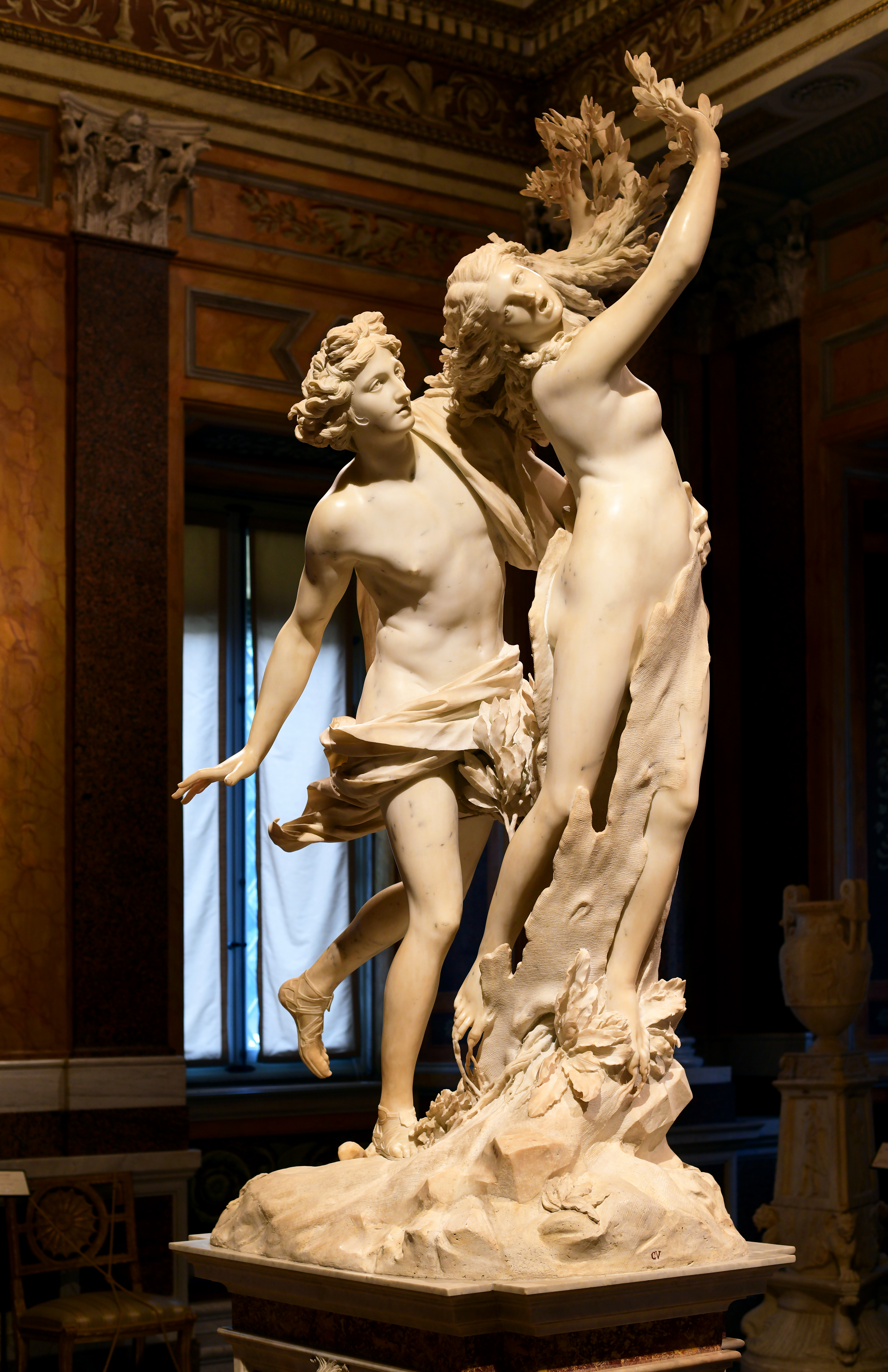
濟安·貝尼尼的《阿波羅與黛芙妮》，作於1622－1625年，1625年購入
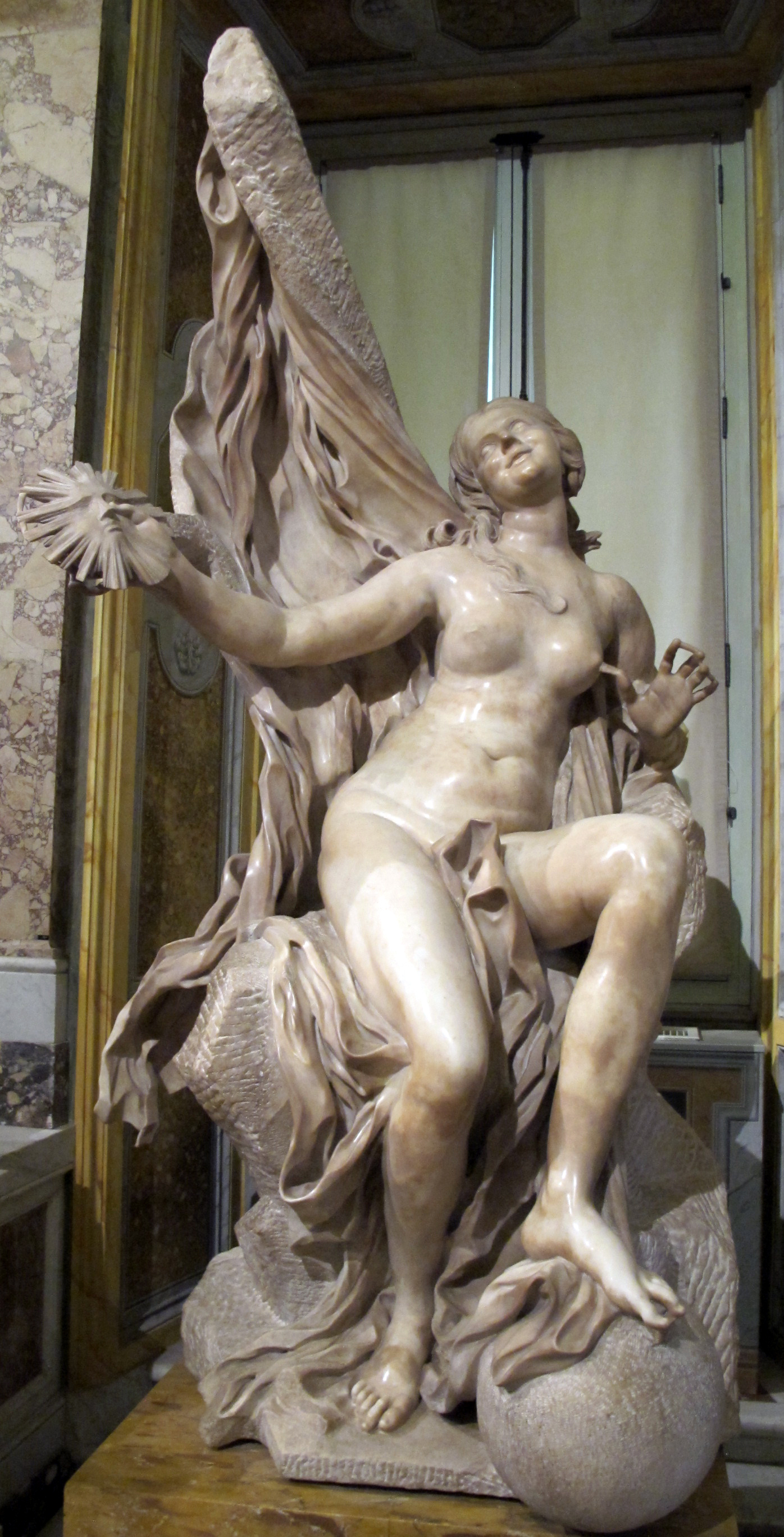
濟安·貝尼尼的《时间揭示真相》，作於1646－1652年
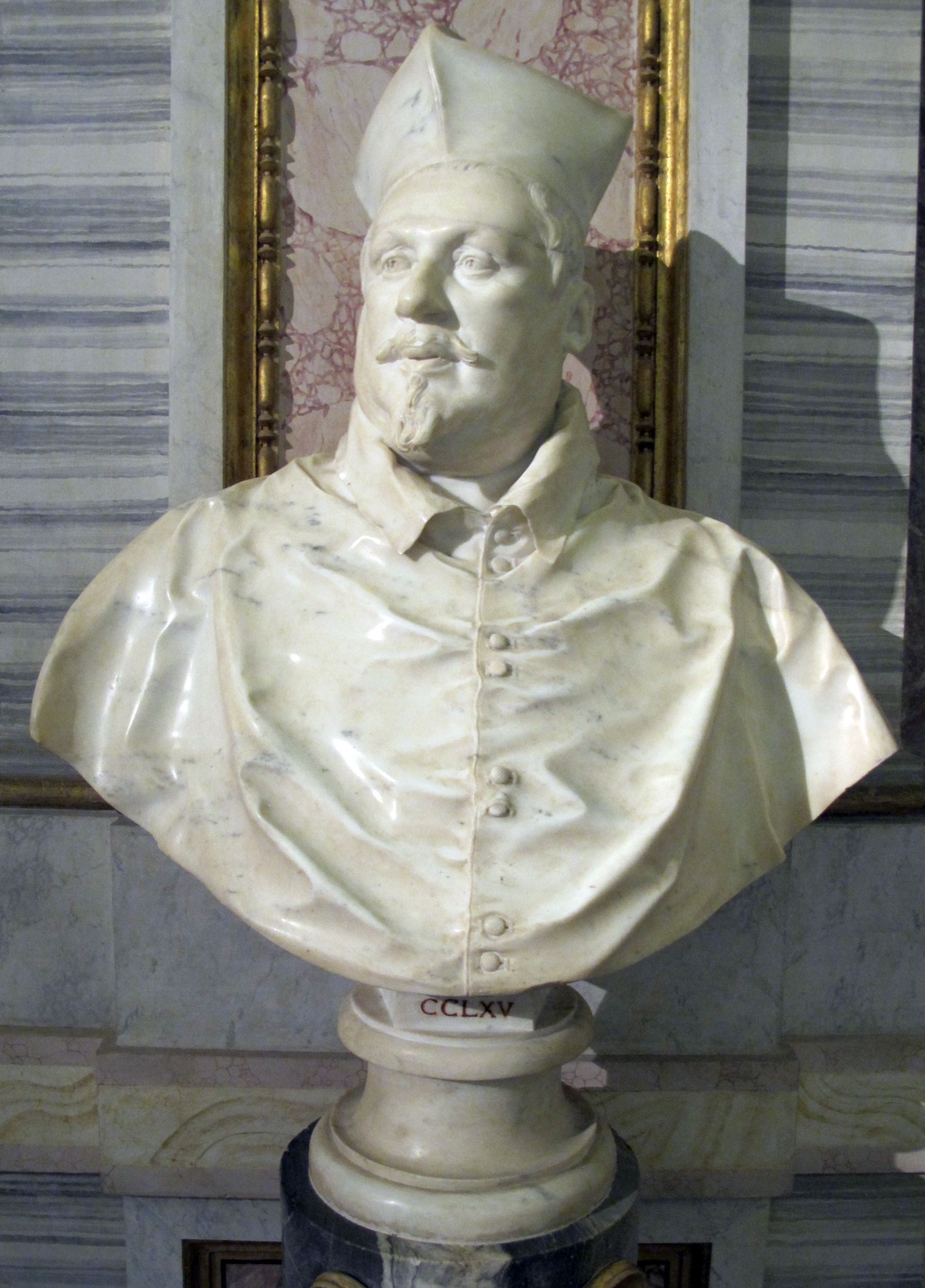
濟安·貝尼尼的《希皮歐內·博爾蓋塞樞機的兩件半身像（英语：Two Busts of Cardinal Scipione Borghese）》，作於1623年
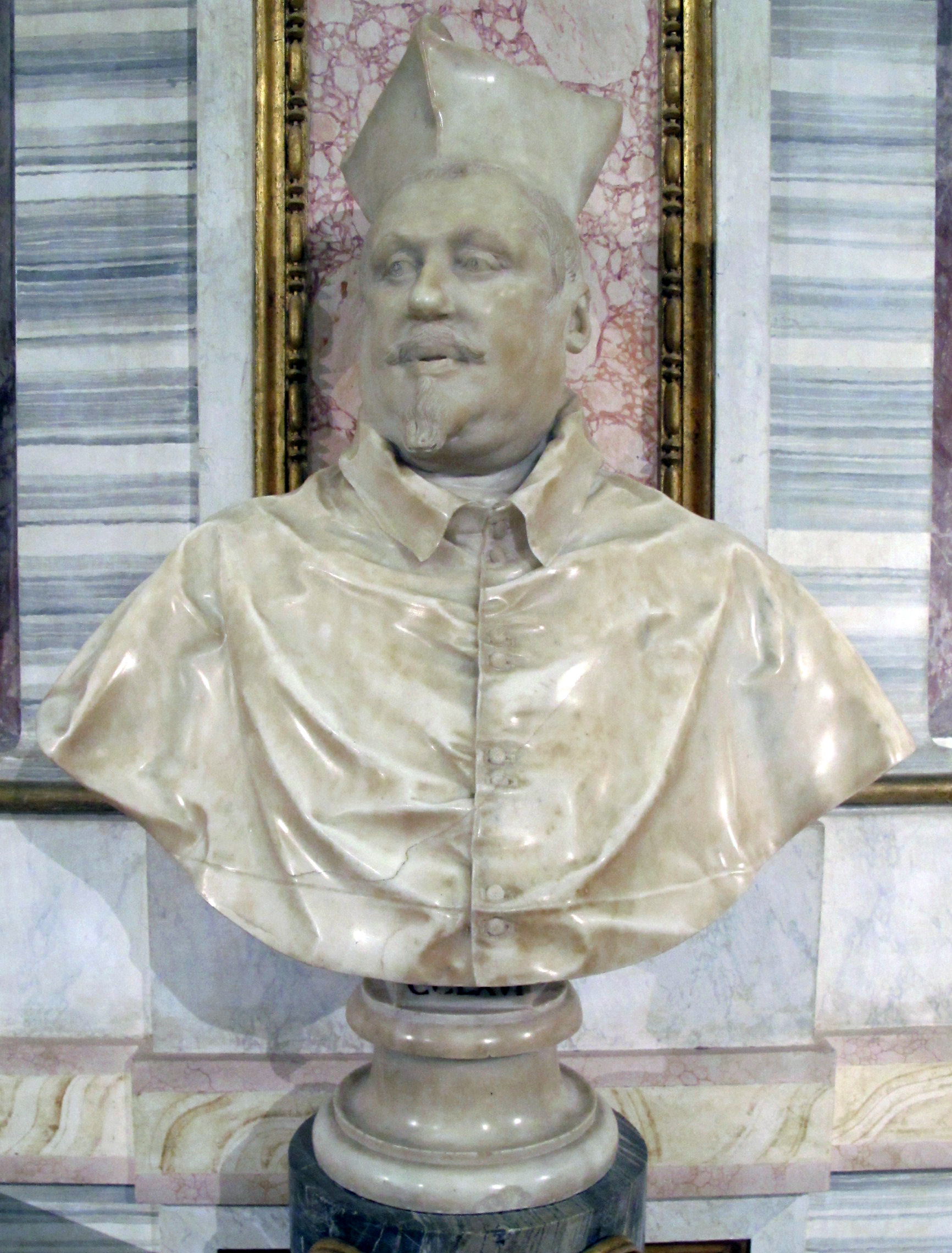
濟安·貝尼尼的《希皮歐內·博爾蓋塞樞機的兩件半身像》，作於1623年
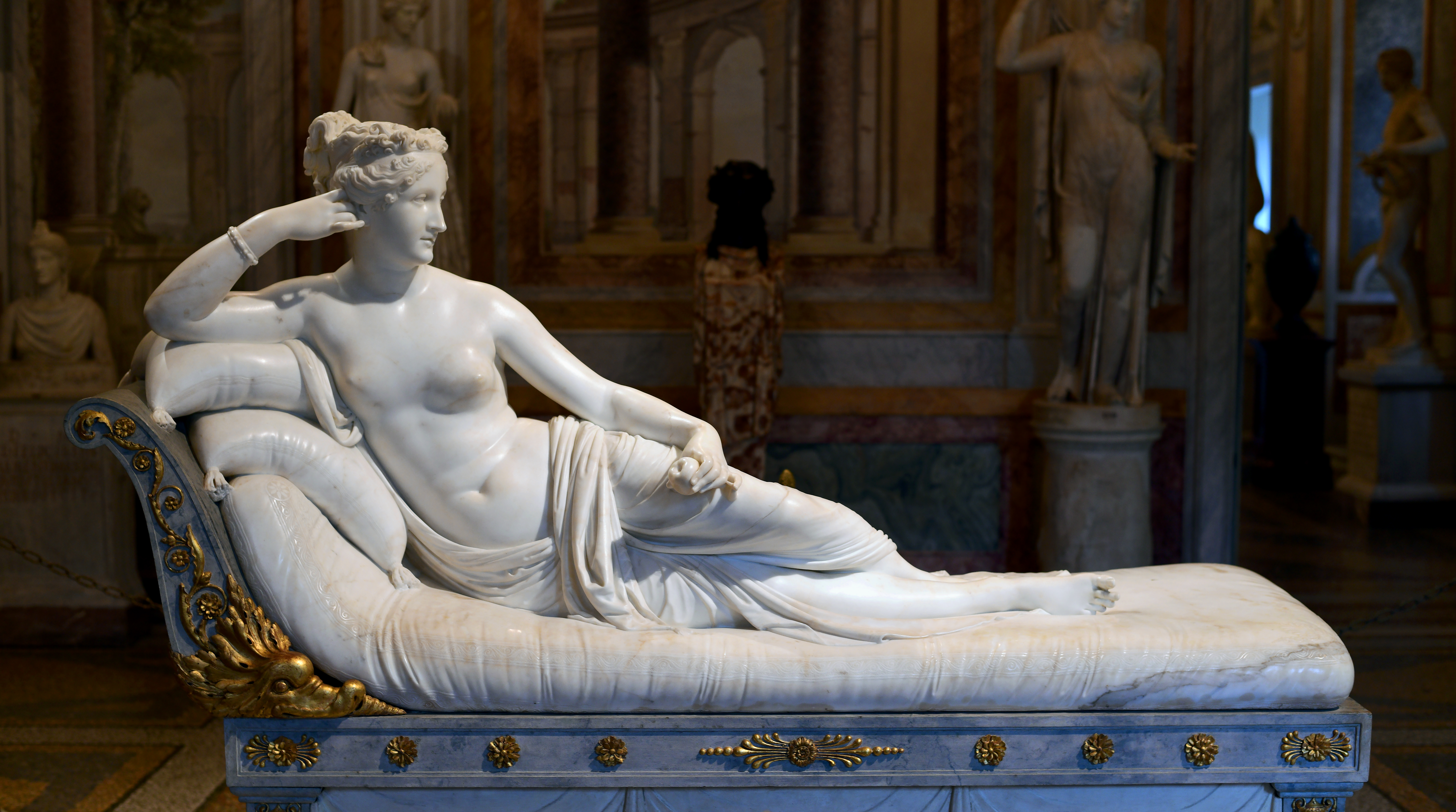
安東尼奧·卡諾瓦的《寶琳娜·博爾蓋塞（英语：Venus Victrix (Canova)）》，作於1804－1808年，1838年購入

### 畫作

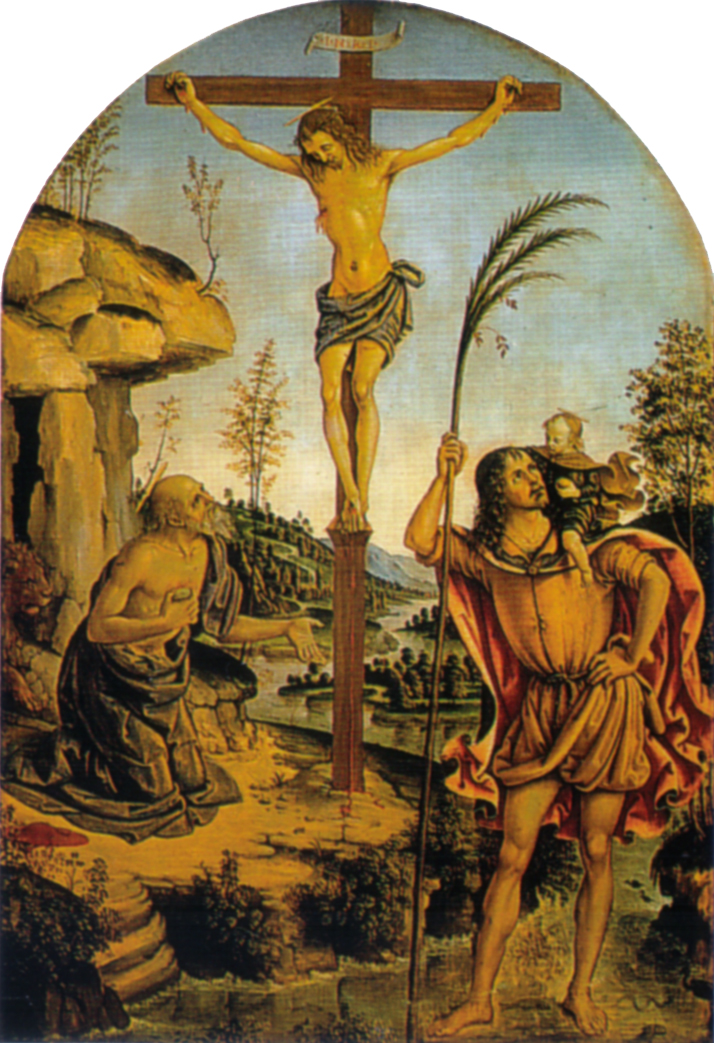
賓杜里基奧（英语：Pinturicchio）的《在聖傑洛姆及聖克里斯多福之間的受難耶穌（英语：Crucifixion between Sts. Jerome and Christopher）》，59 × 40cm，約繪於1473年，1891年始藏
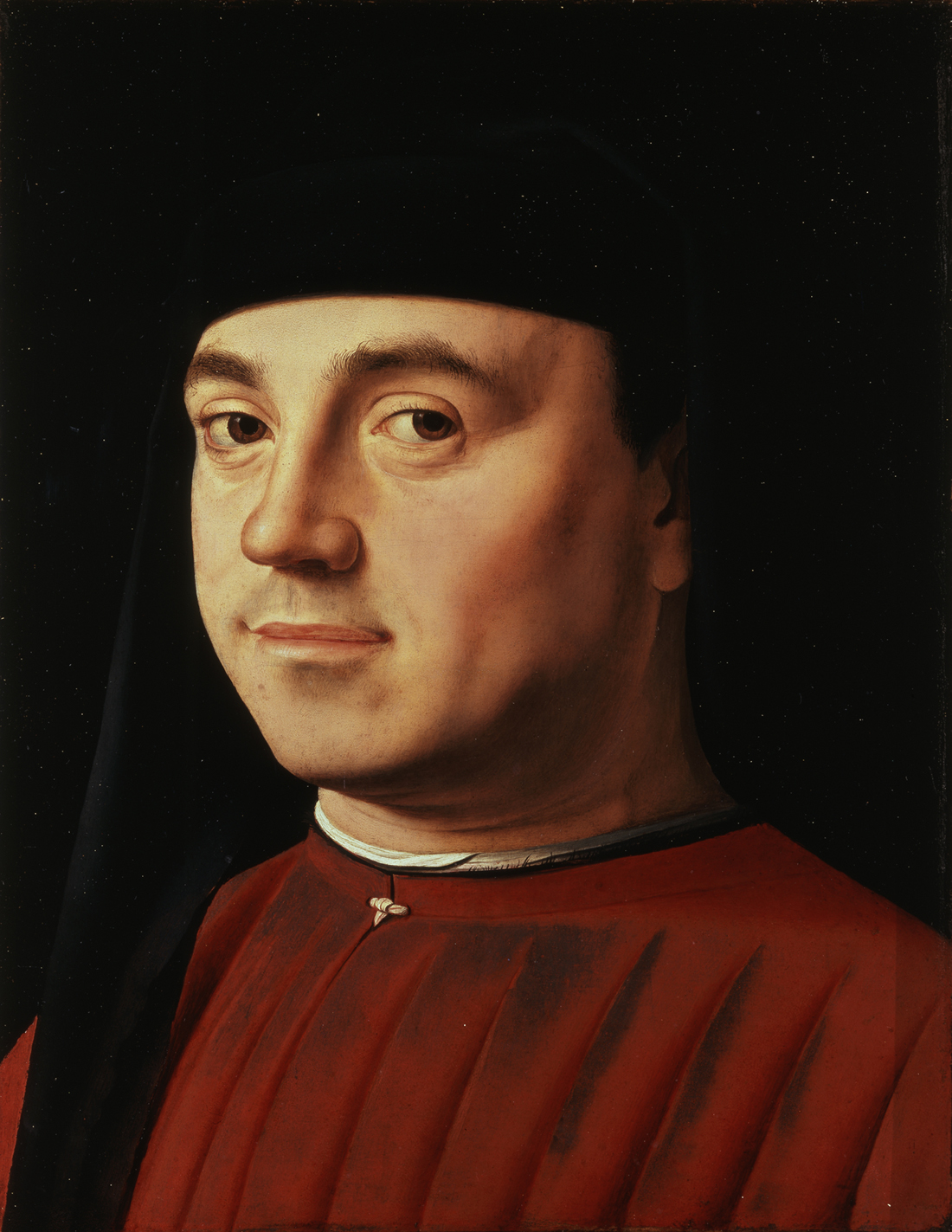
安托內羅·達·梅西那的《男子肖像》（Ritratto d'uomo），31 × 25cm，約1475－1476年，1682年始藏，來自奧林皮婭·阿爾多布蘭迪尼的遺產
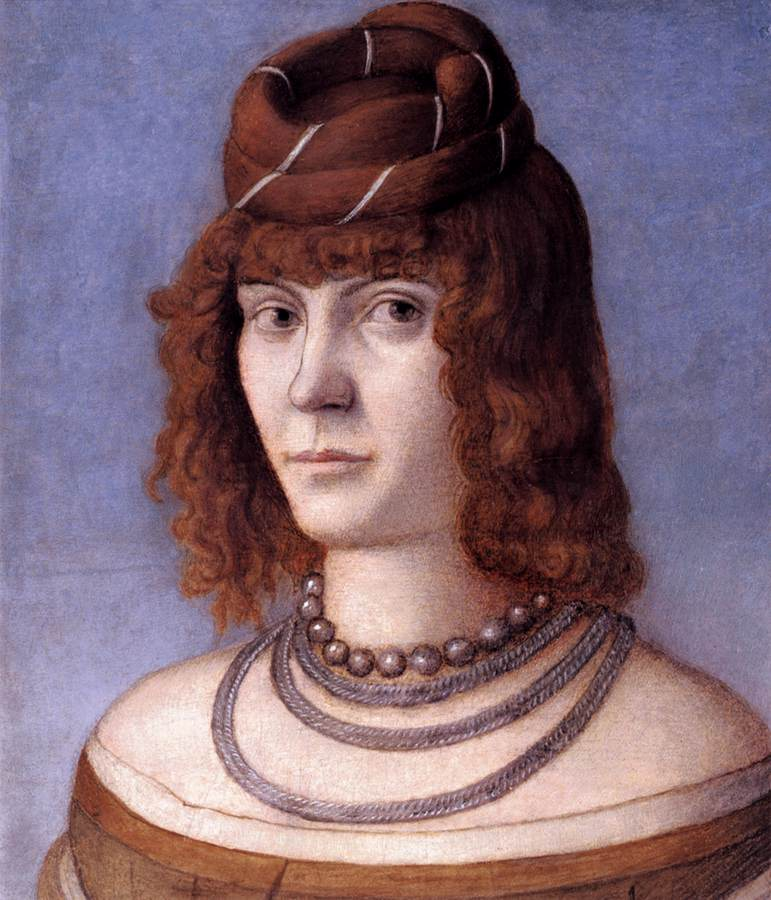
維托雷·卡帕齊奧的《女子肖像》（Ritratto di dama），28 × 24cm，約繪於1493－1494年，1833年始藏
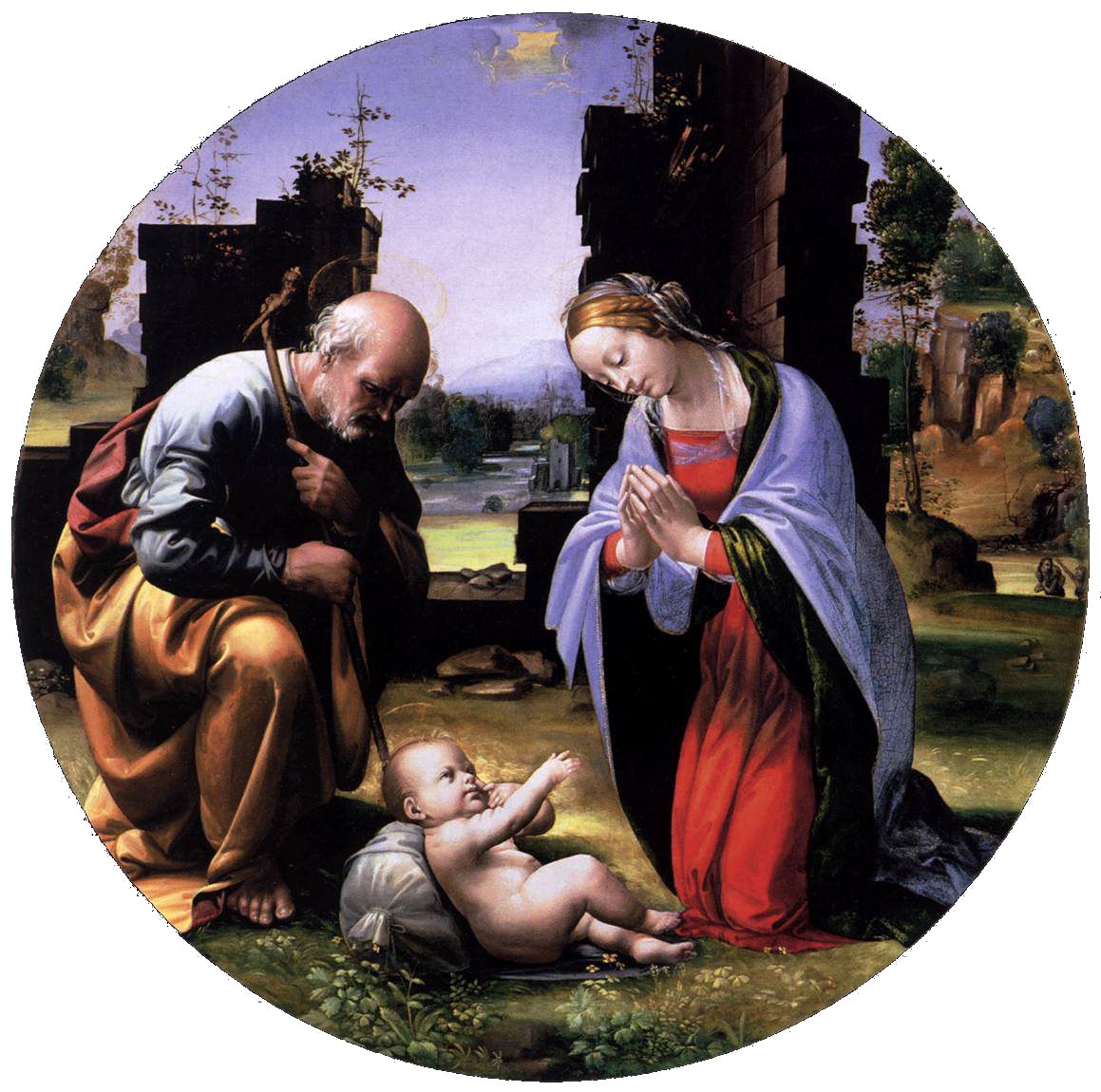
弗拉·巴爾托洛梅奧的《愛子圖》（Adorazione del Bambino），直徑87cm，約繪於1499－1500年，1790年始藏
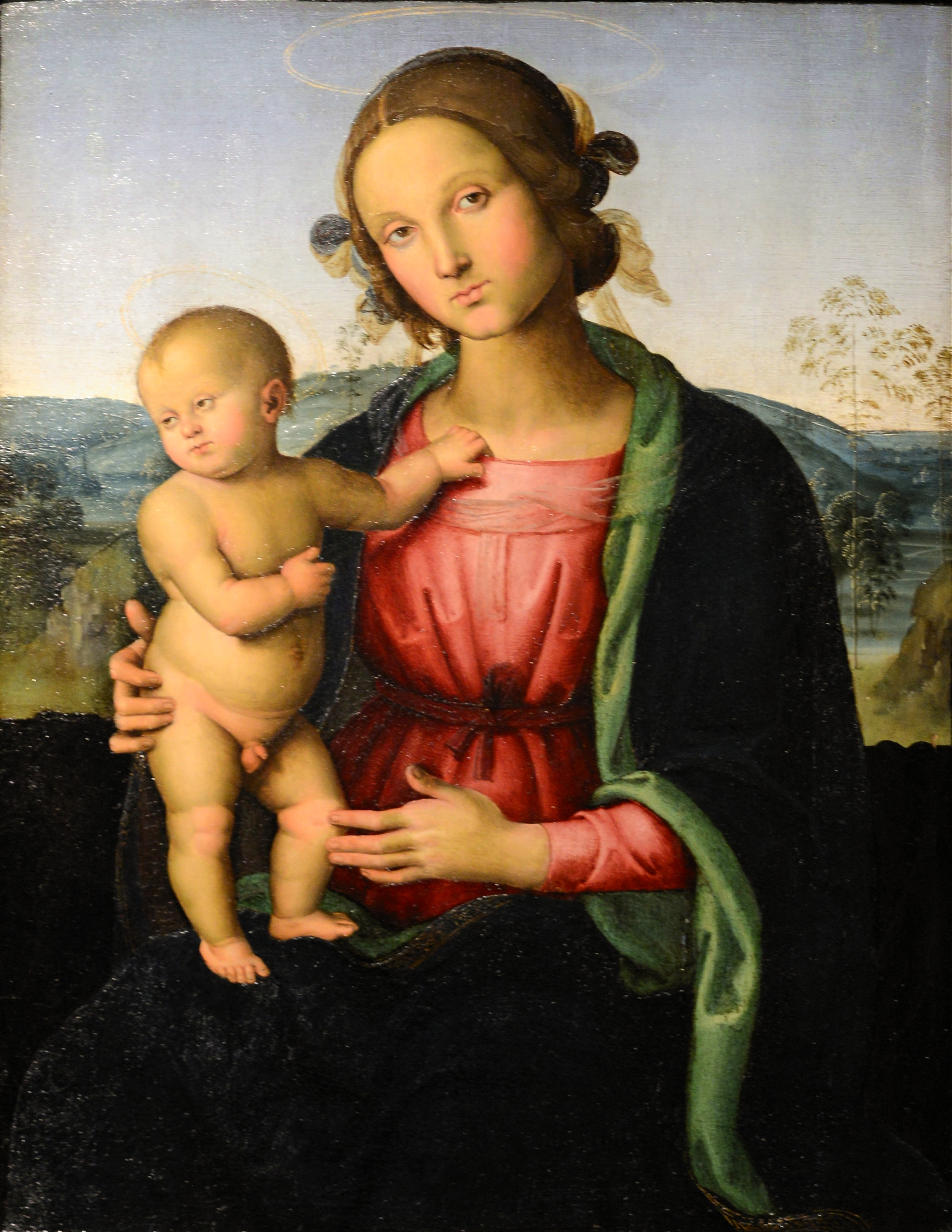
佩魯吉諾(?)的《聖母與聖子》（Madonna col Bambino），44 × 34cm，約繪於16世紀初期，1833年始藏
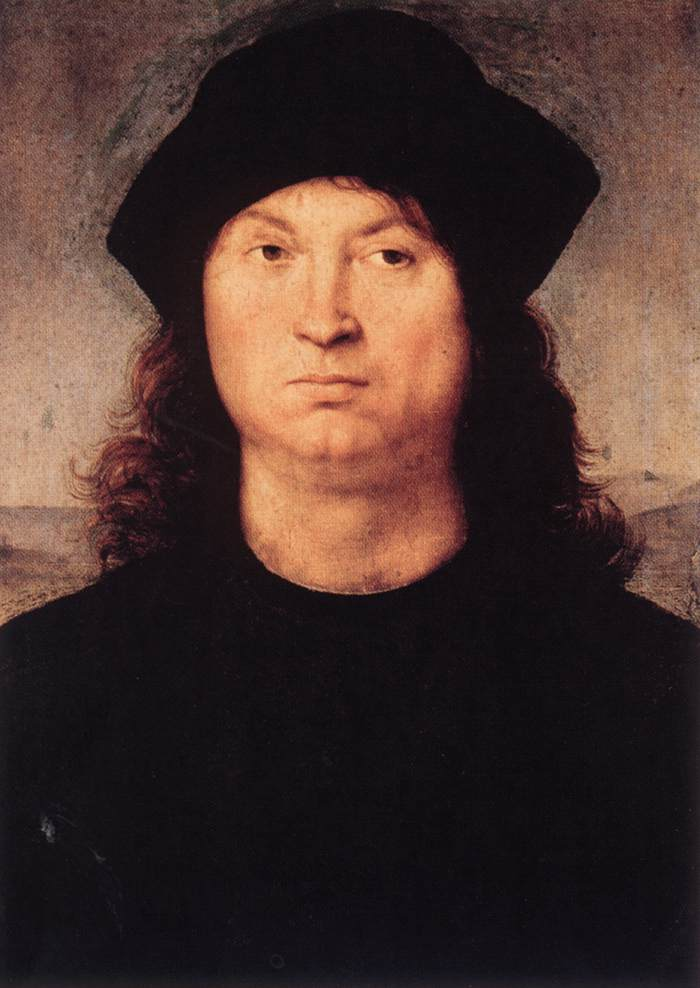
拉斐爾的《男子肖像（英语：Portrait of a Man (Raphael)）》，46 × 31.2cm，約繪於1502年，1700年始藏
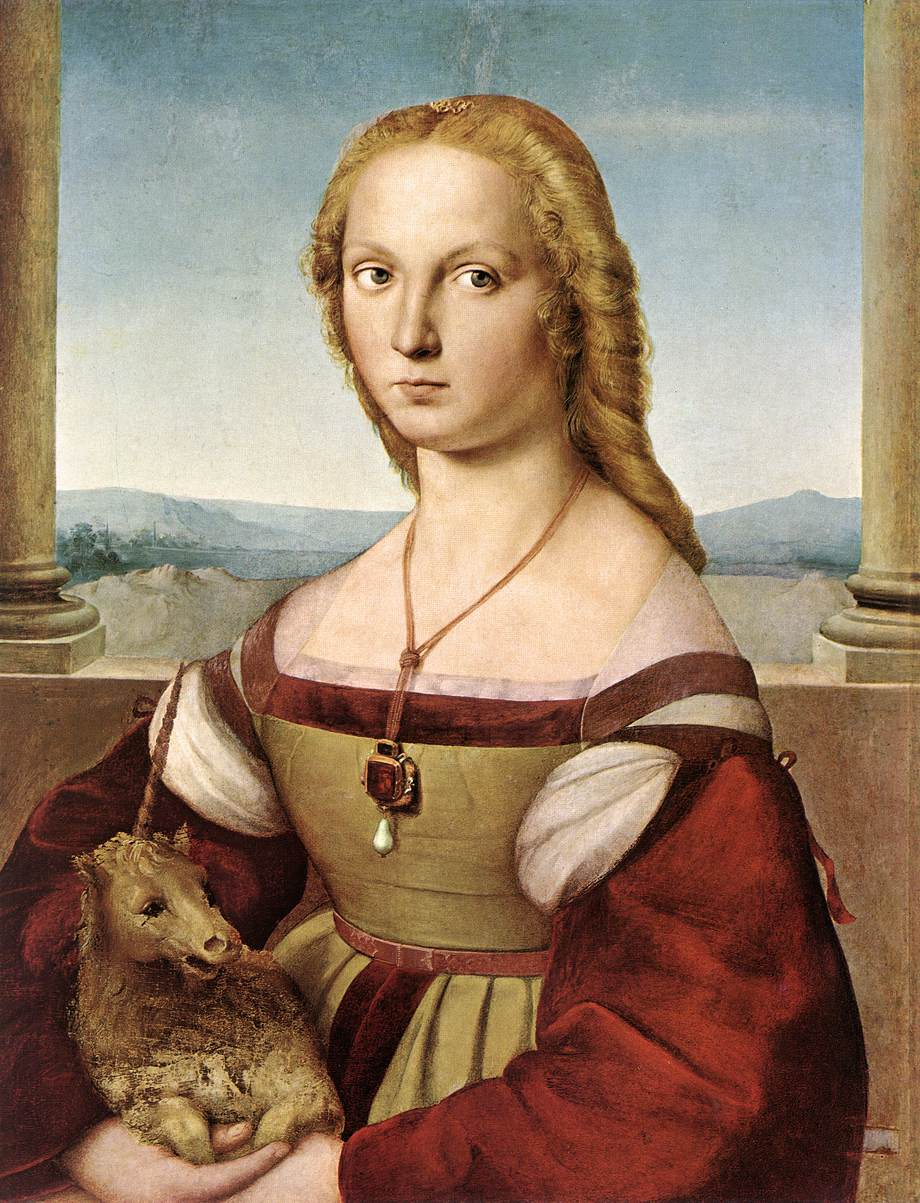
拉斐尔的《独角兽与年轻女子》，67.7 × 53.2cm，約繪於1505－1506年，1682年始藏
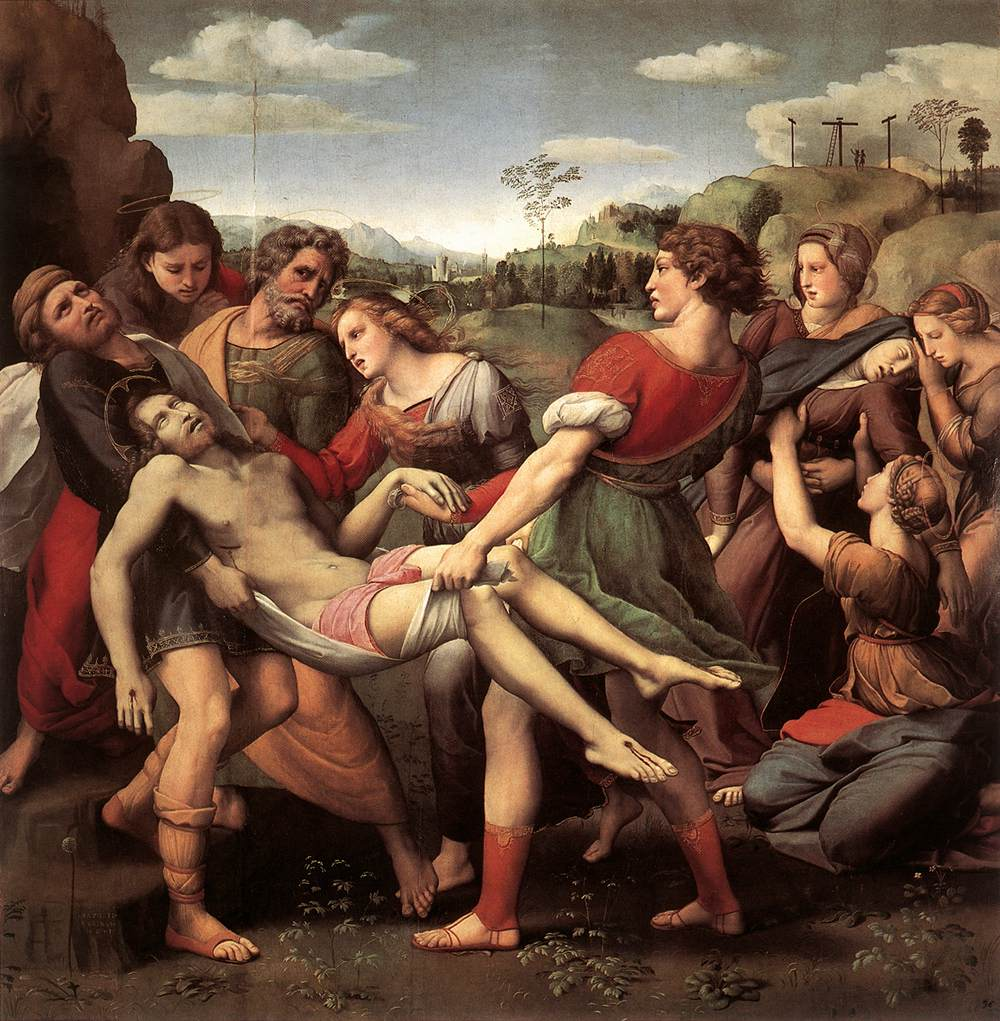
拉斐尔的《下十字架》，184 × 176cm，約繪於1507年，1608年始藏，來自保祿五世的饋贈
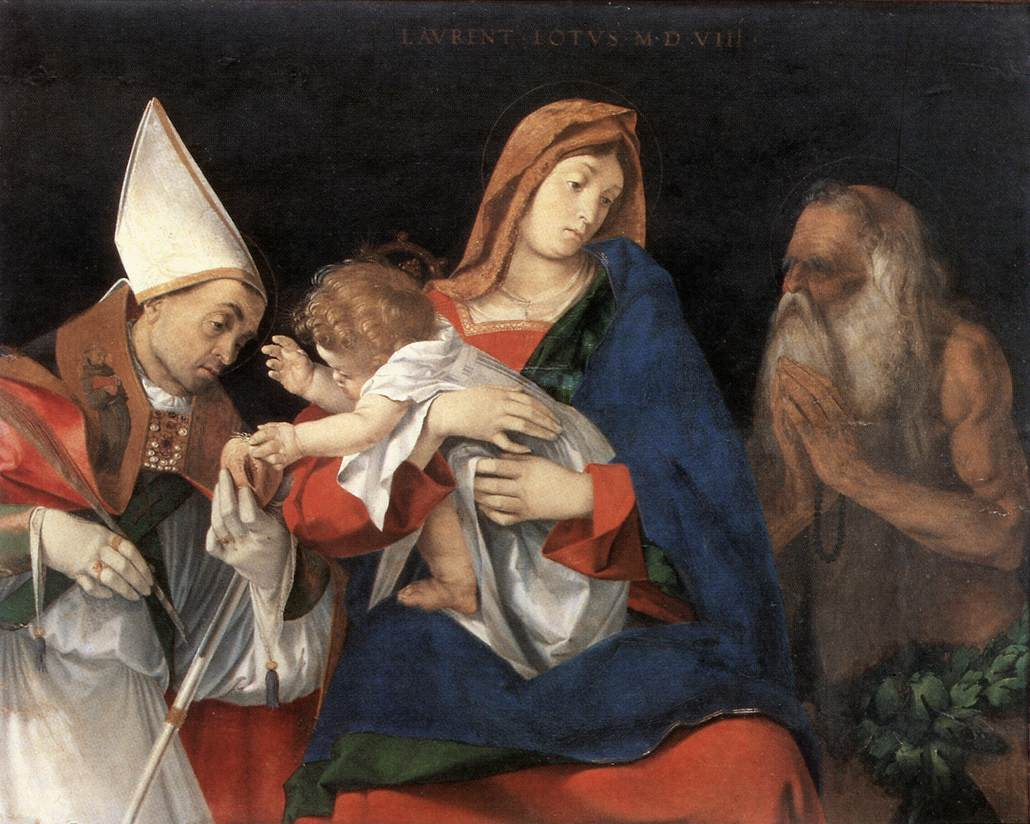
羅倫佐·洛托（英语：Lorenzo Lotto）的《聖母、聖子以及聖弗拉維亞諾與聖奧諾弗里奧（英语：Madonna with Child between Sts. Flavian and Onuphrius）》，51 × 65cm，約繪於1508年，1693年始藏
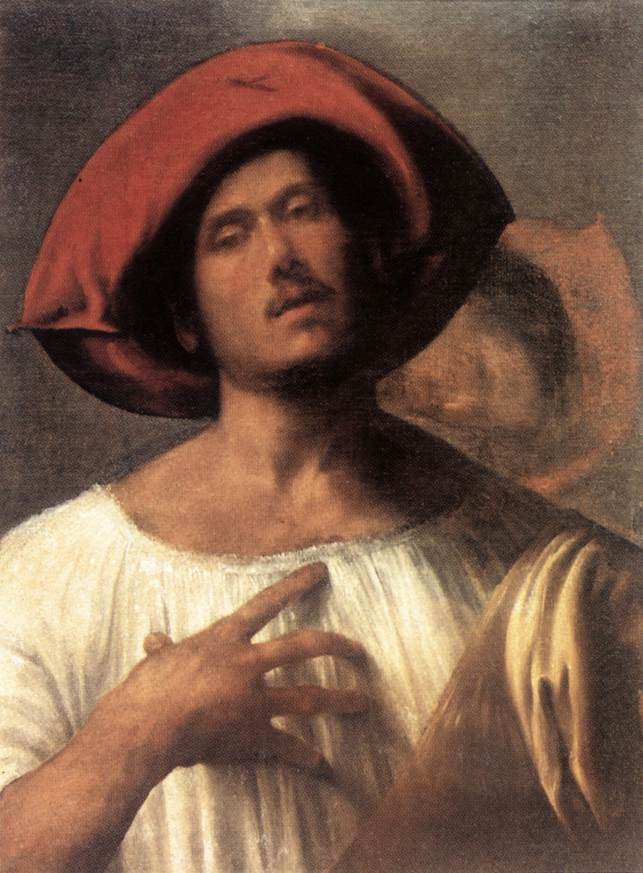
喬爾喬內的《慷慨激昂的歌手（義大利語：Cantore appassionato）》，102 × 78cm，約繪於1508－1510年
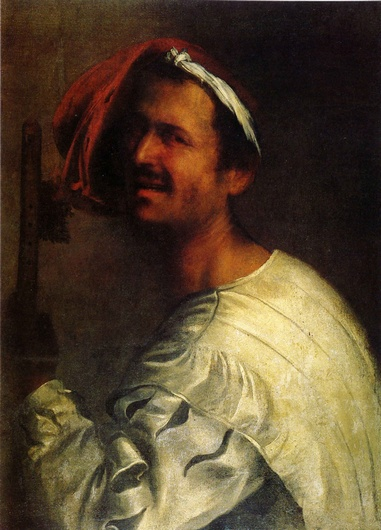
喬爾喬內的《長笛演奏家（義大利語：Suonatore di flauto）》，102 × 78cm，約繪於1508－1510年
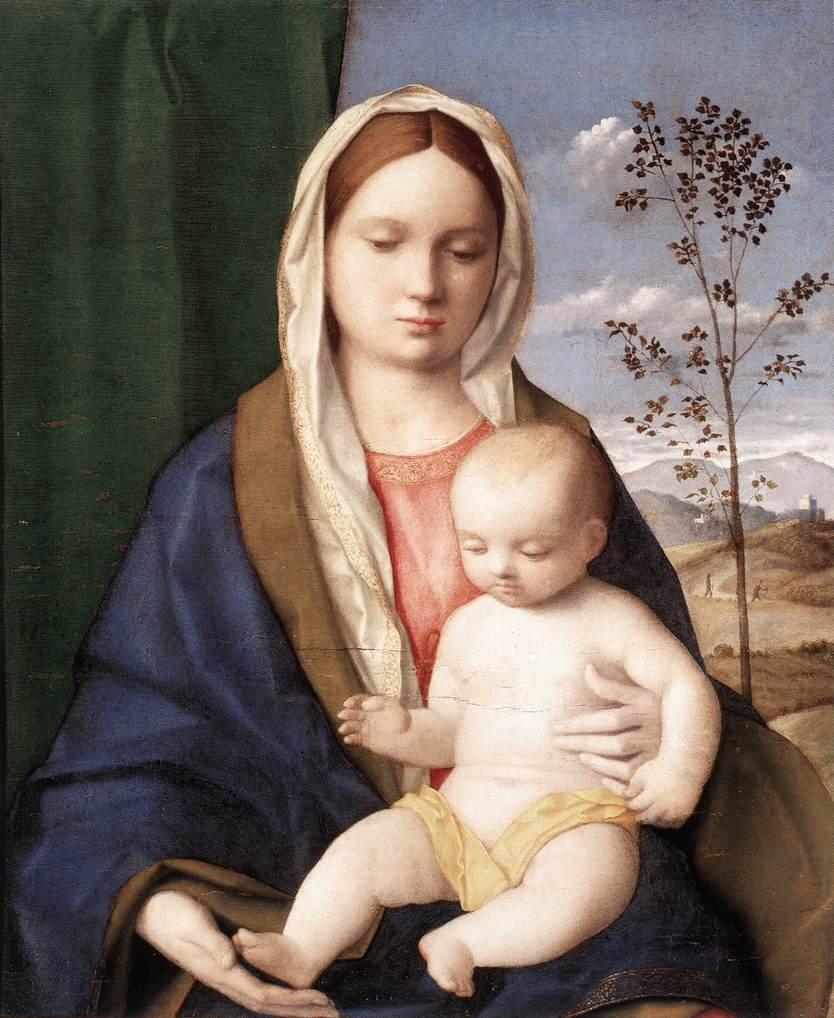
喬瓦尼·貝利尼的《聖母與聖子（義大利語：Madonna col Bambino (Giovanni Bellini Roma)）》，50 × 41cm，約繪於1510年，1833年始藏
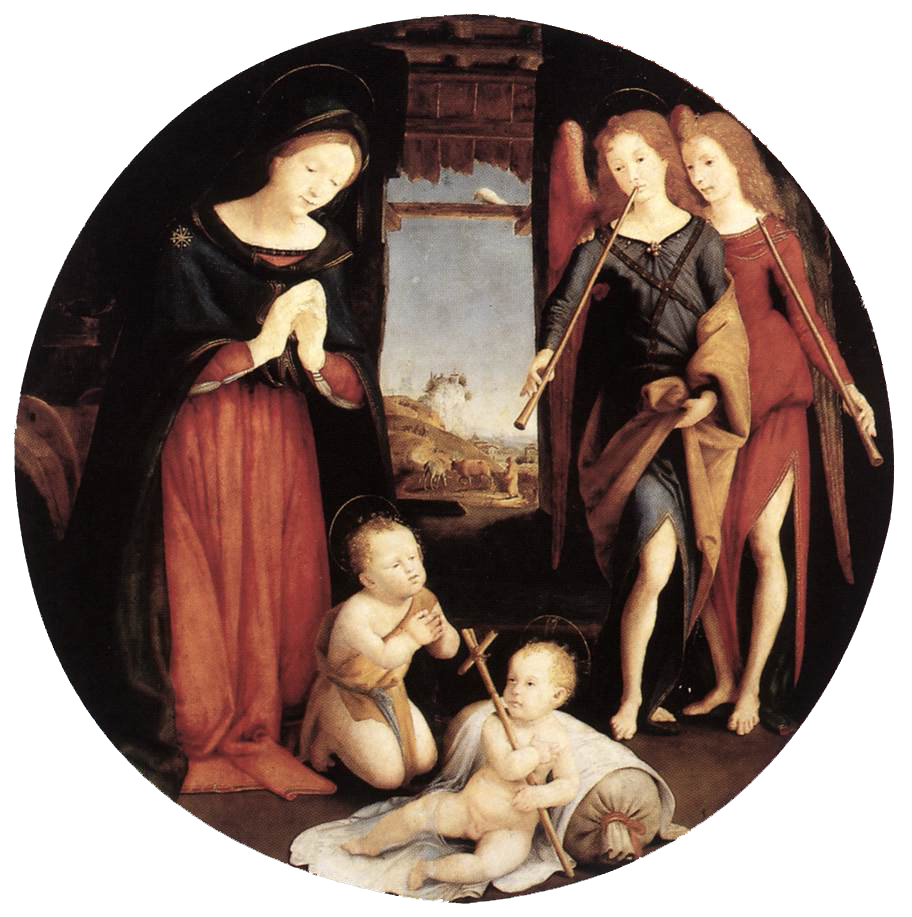
皮耶羅·迪·科西莫的《愛子圖》（Adorazione del Bambino），直徑140cm，約繪於16世紀初期，1693年始藏
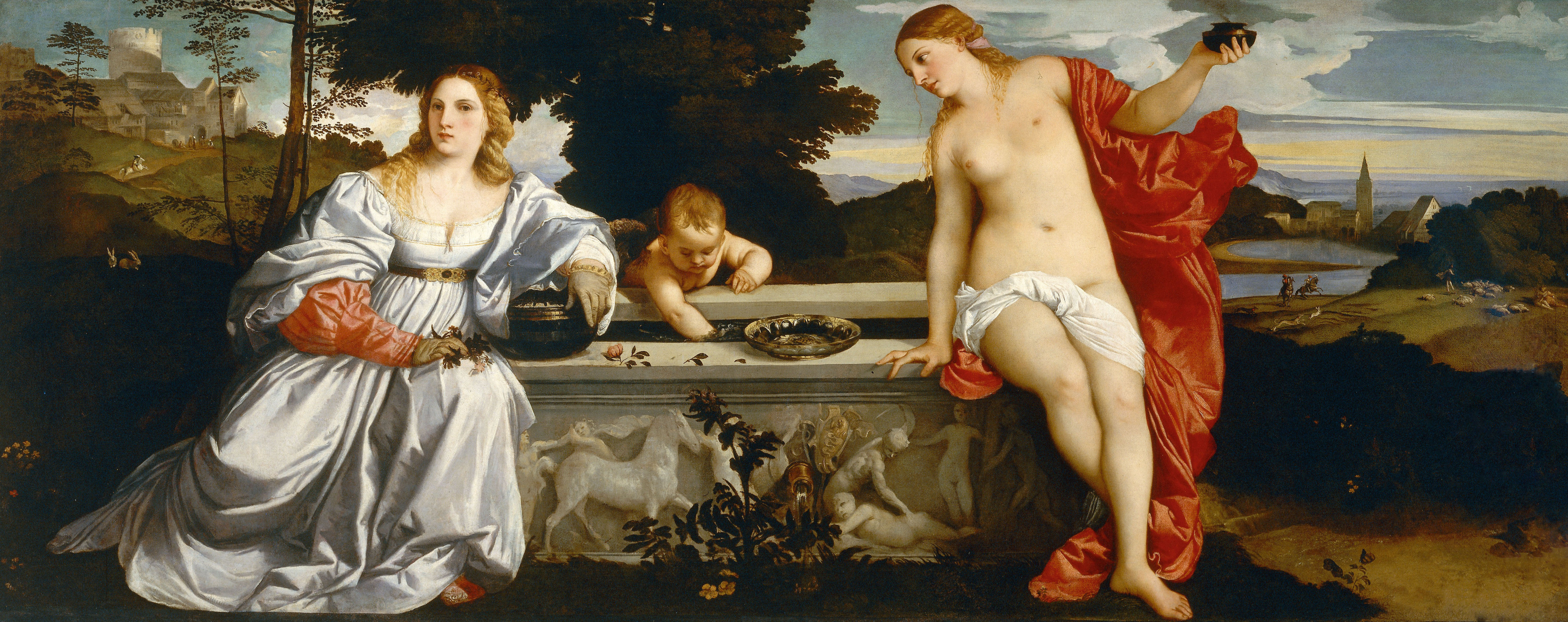
提香的《神圣的爱与世俗的爱》，118 × 279cm，約繪於1514－1525年，1608年購得
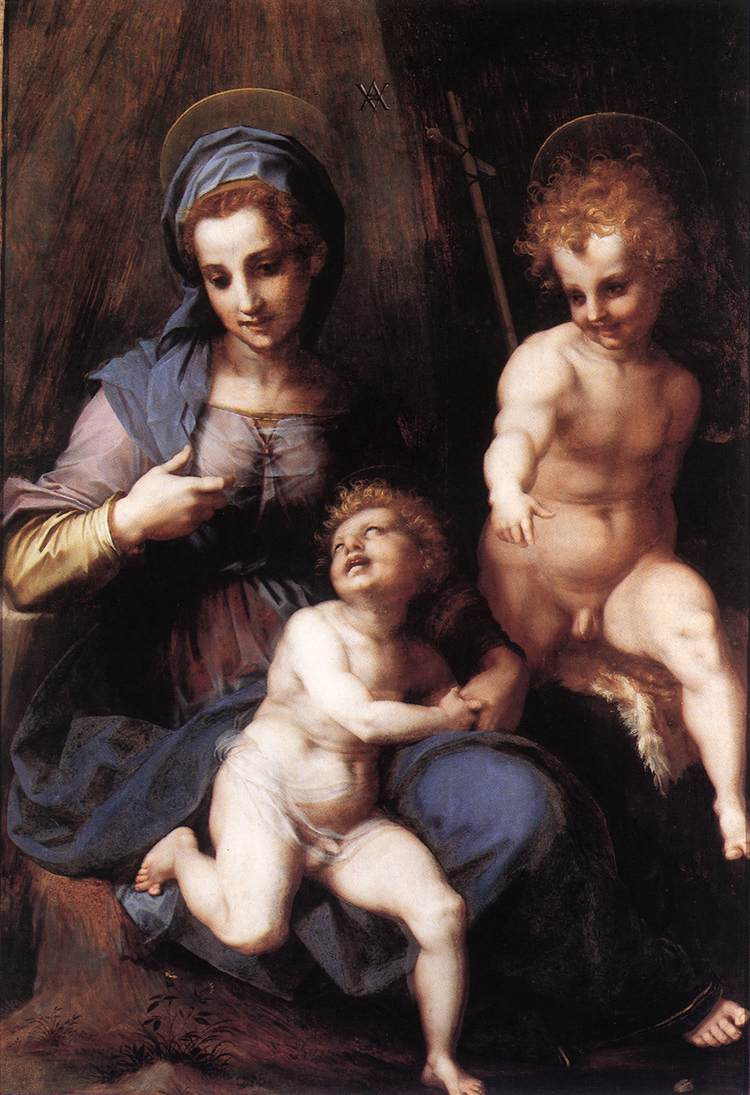
安德烈亞·德爾·薩爾托的《聖母、聖子與聖約翰》（Madonna col Bambino e san Giovannino），154 × 101cm，約繪於1515年，1790年始藏
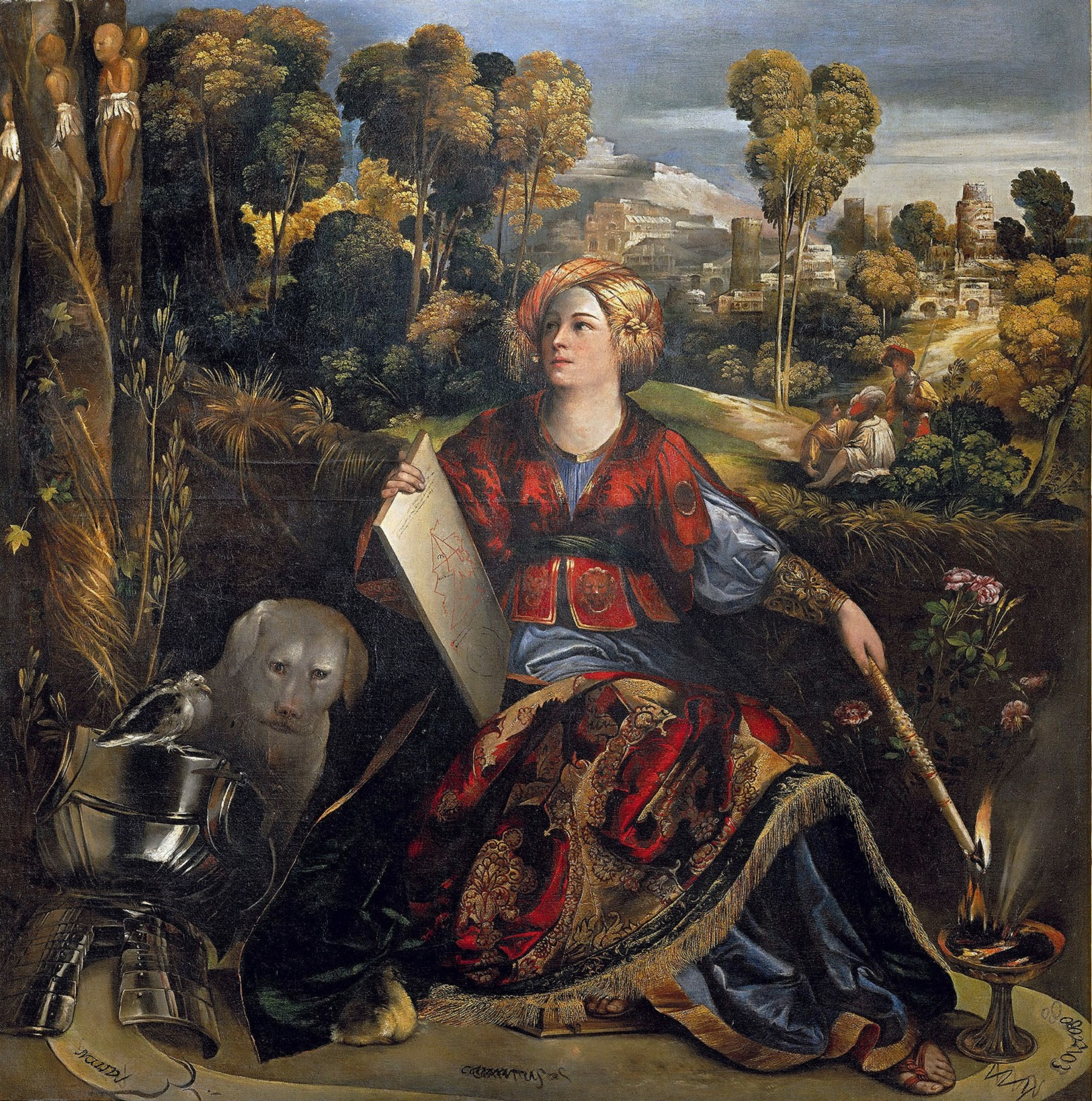
多索·多西的《梅莉莎》，176 × 174cm，約繪於1515－1516年，1608年始藏
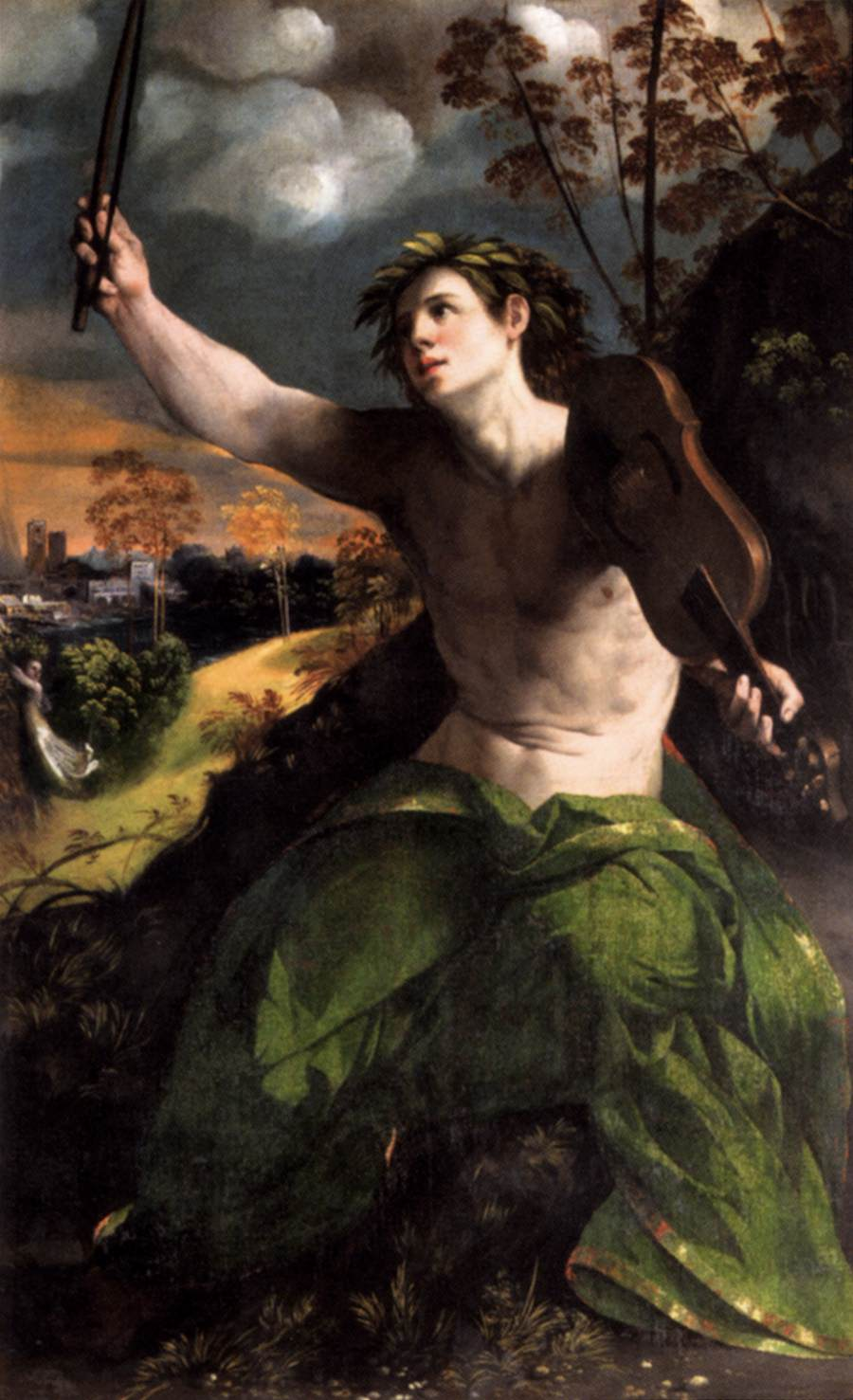
多索·多西的《阿波羅與戴芙妮》（Apollo e Dafne），191 × 116cm，約繪於1525年，1659年始藏，來自路易吉·卡波尼（英语：Luigi Capponi）樞機的遺贈
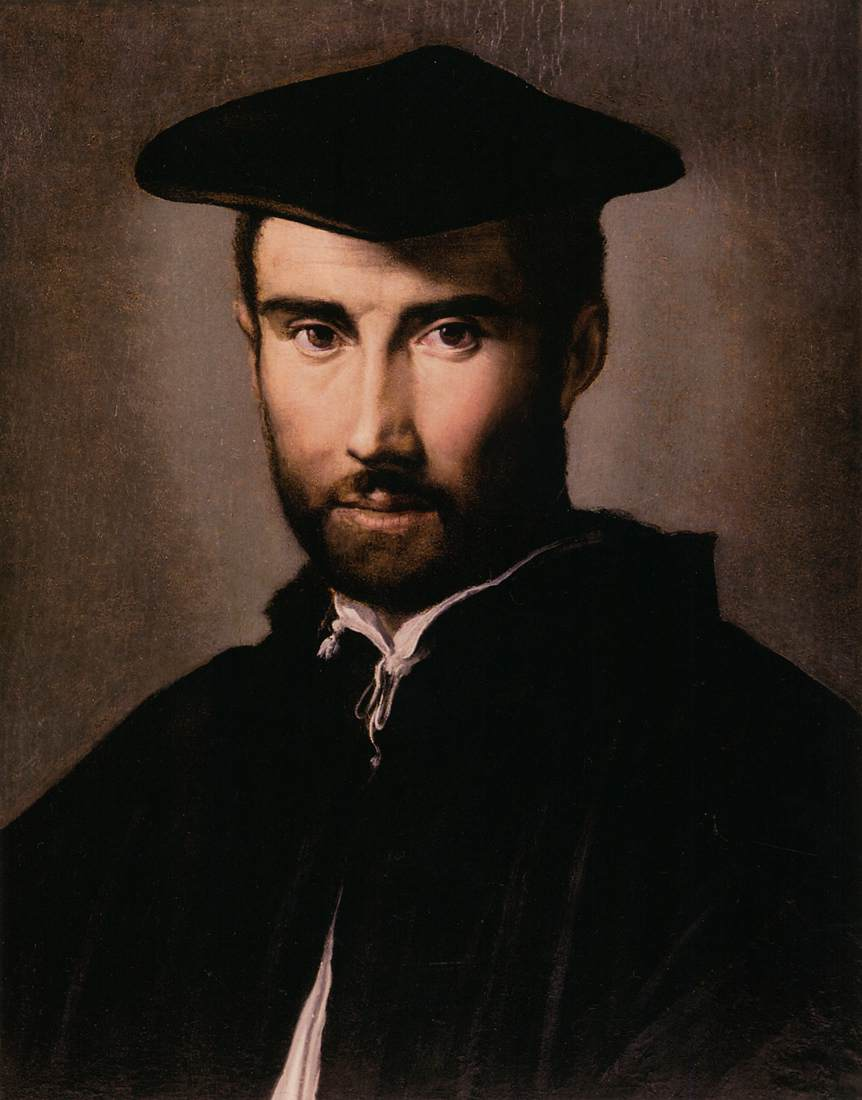
弗蘭西斯科·帕爾米賈尼諾的《男子肖像（義大利語：Ritratto del Pianerlotto）》，58 × 46cm，約繪於1526年，1693年始藏
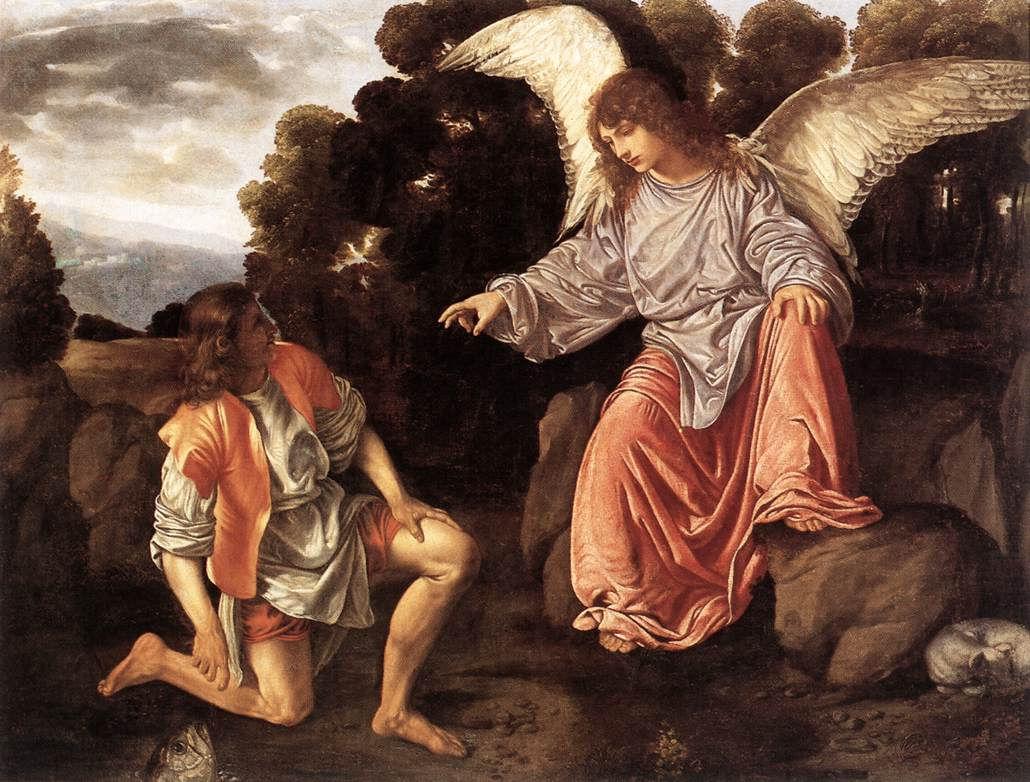
乔瓦尼·吉罗拉莫·萨沃尔多的《多俾亚与天使》，96 × 126cm，約繪於1540年，1911年購入
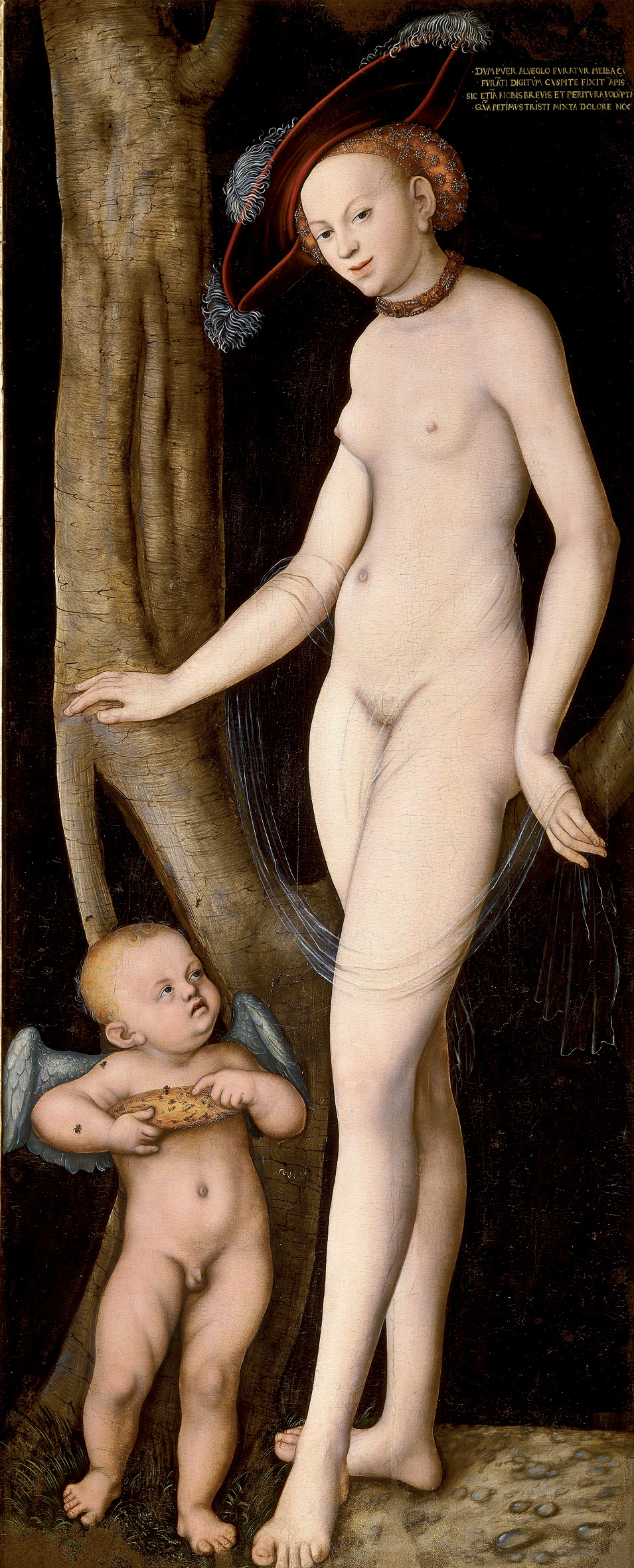
老盧卡斯·克拉納赫的《维纳斯与手持蜂巢的丘比特》（Venus mit Cupid als Honigdieb），169 × 67cm，約繪於1531年，1650年始藏
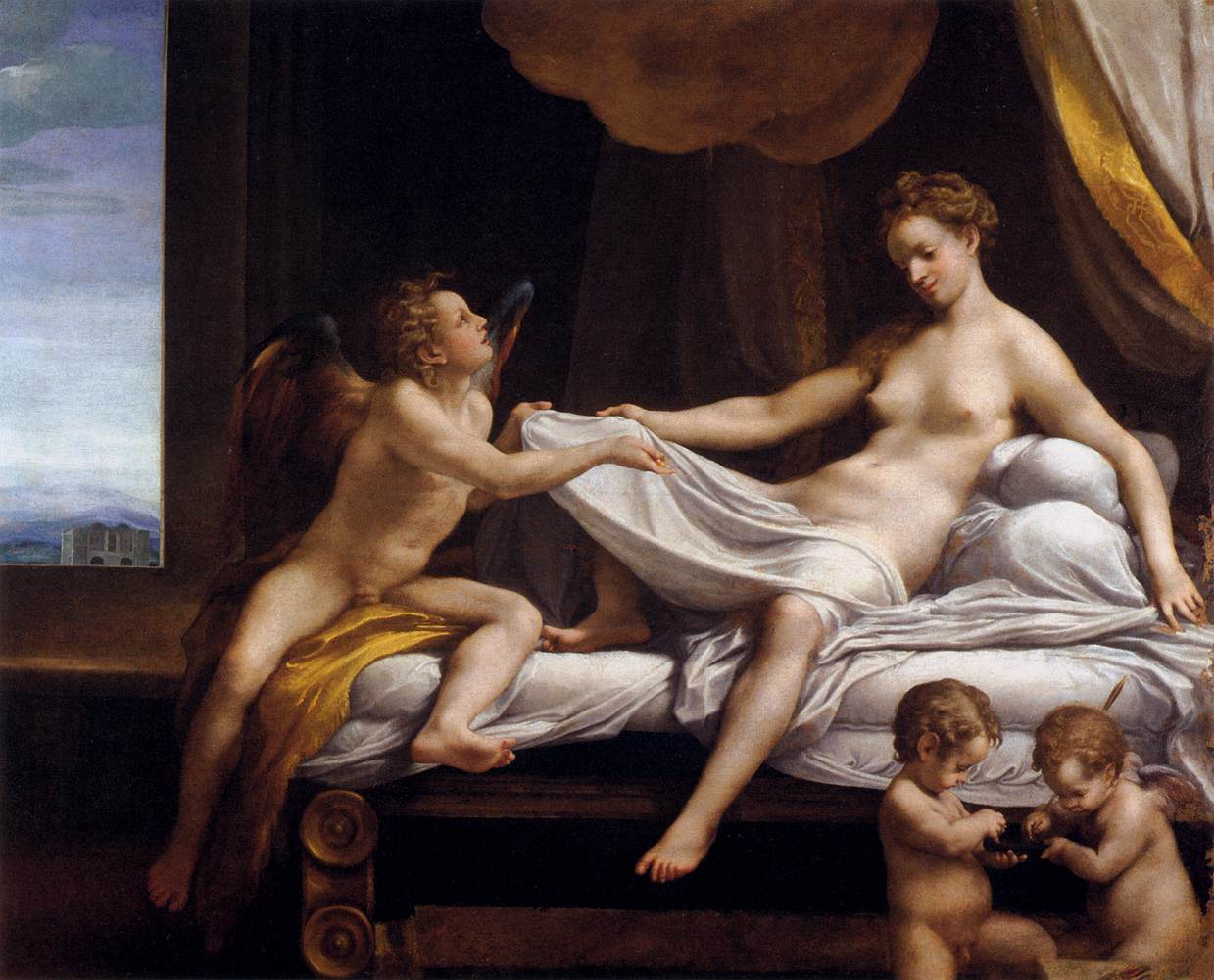
安东尼奥·达·柯勒乔的《达那厄》，161 × 193cm，約繪於1531年，1827年購入
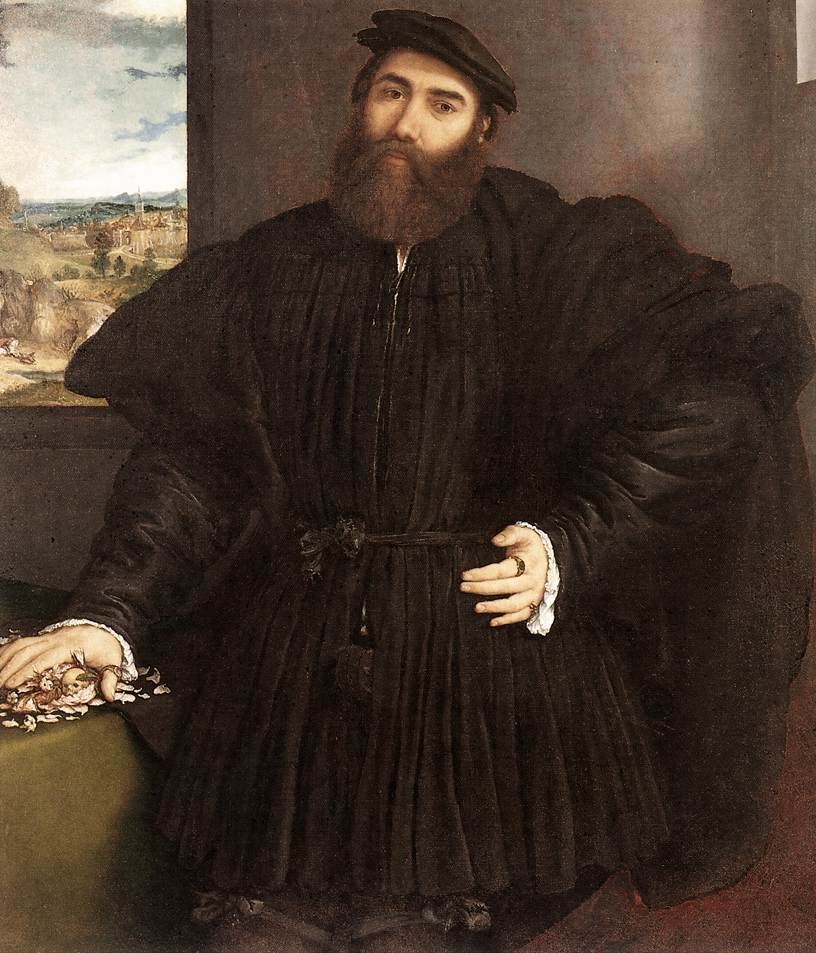
羅倫佐·洛托的《紳士肖像（義大利語：Ritratto di gentiluomo (Lotto)）》，118 × 105cm，約繪於1535年，1682年始藏，來自奧林皮婭·阿爾多布蘭迪尼的遺產
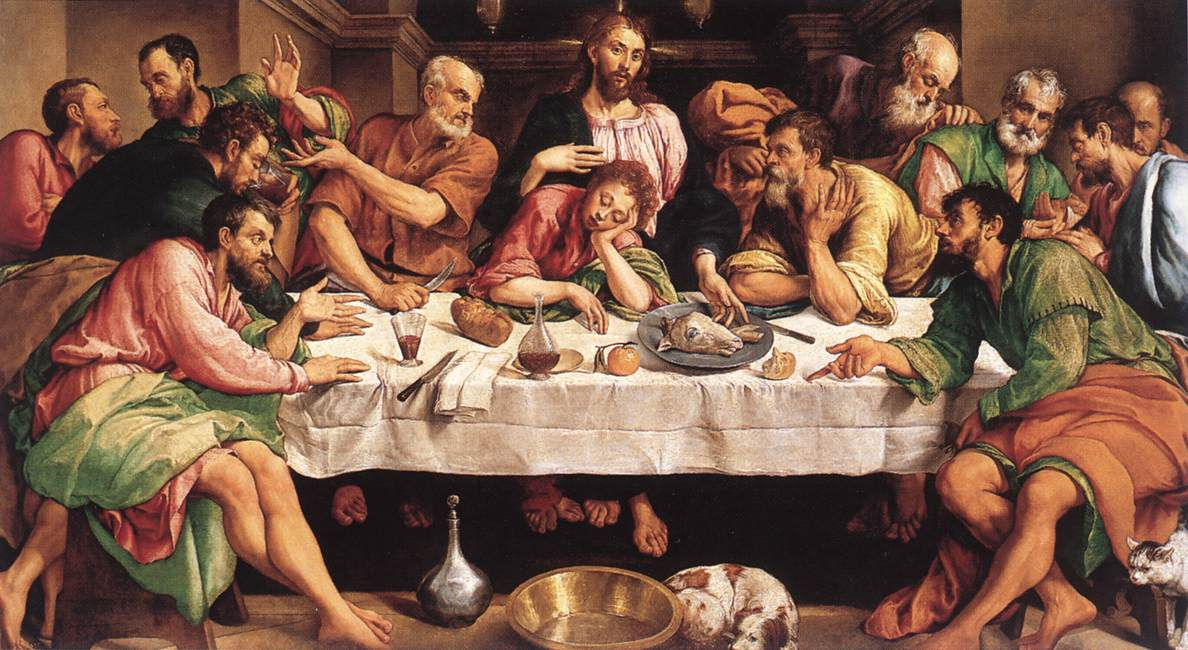
雅各布·巴萨诺的《最後的晚餐》（Ultima cena），168 × 270cm，約繪於1546－1548年，1700年始藏
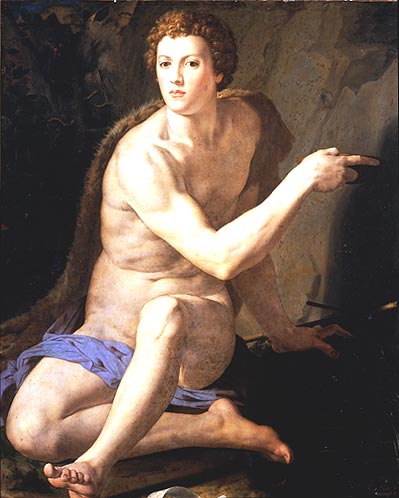
布龍齊諾的《施洗約翰》（San Giovanni Battista），120 × 92cm，約繪於1550－1560年，1610年始藏
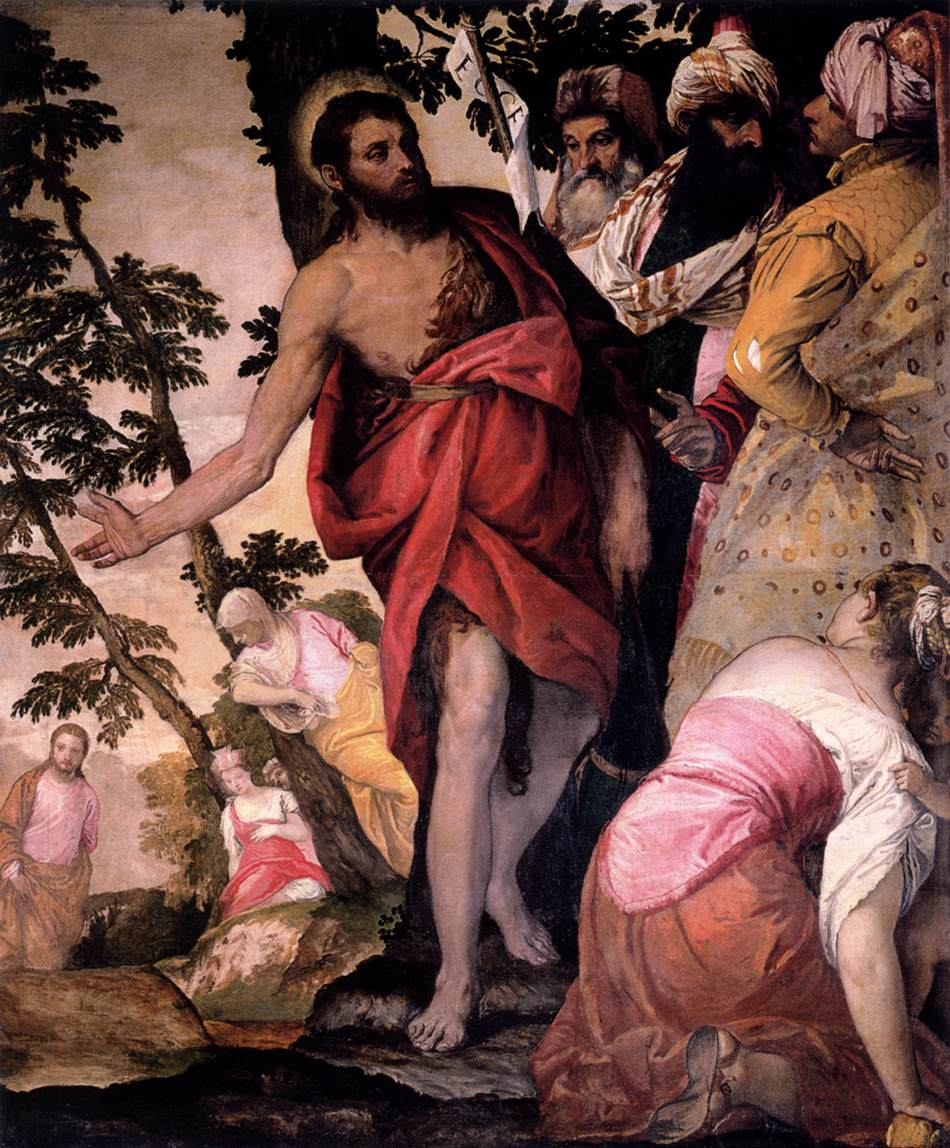
保羅·委羅內塞的《正在傳道的施洗約翰（英语：Saint John the Baptist Preaching）》，205 × 169cm，約繪於1562年，1607年始藏
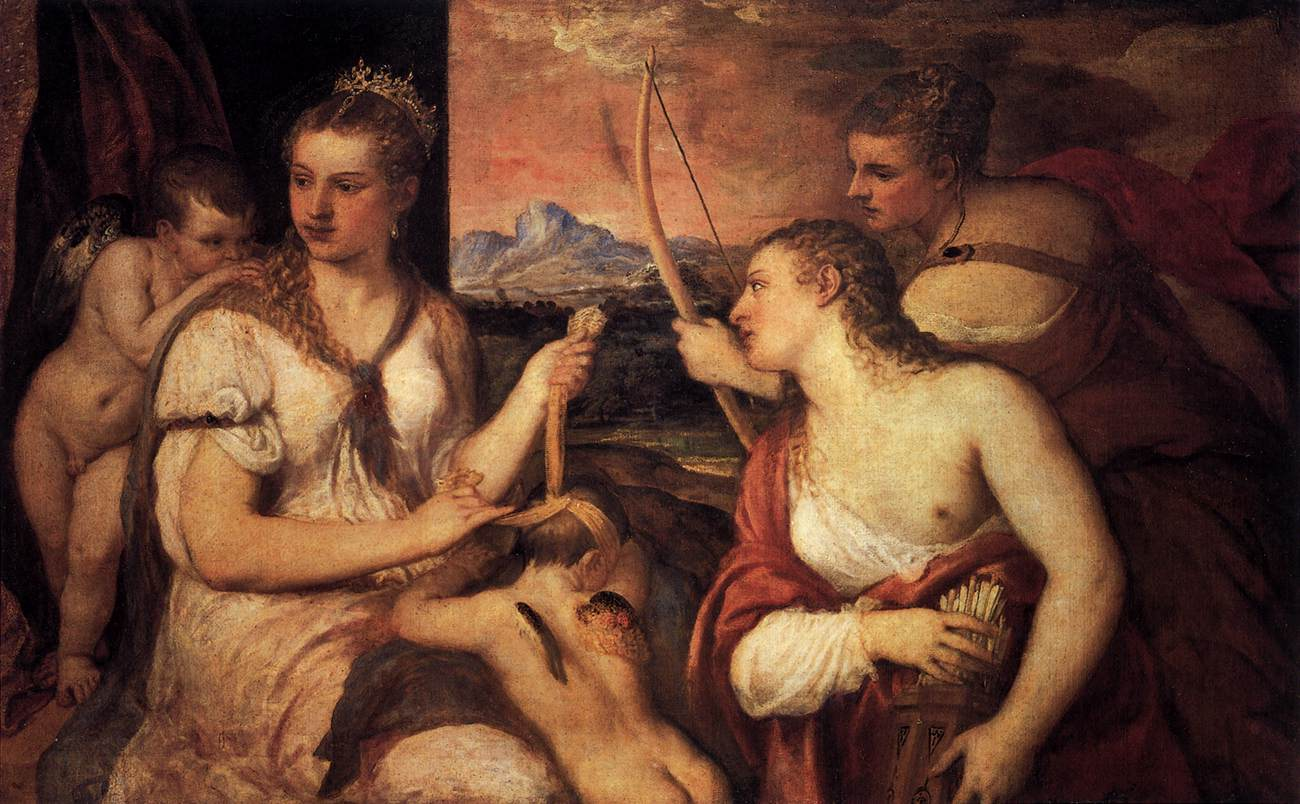
提香的《维纳斯蒙住丘比特的眼睛》，約繪於1565年，118 × 185cm，1613年始藏
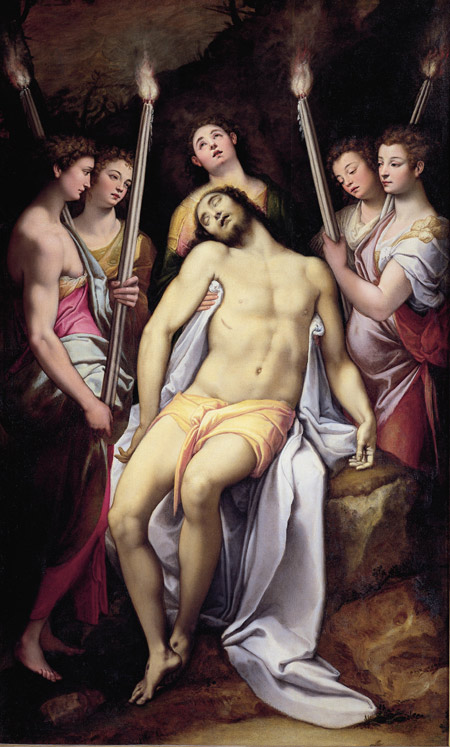
費德里科·祖卡里的《被天使圍繞的受難耶穌》（Cristo morto sorretto dagli angeli），約繪於1566－1569年，232 × 142cm，1622年始藏
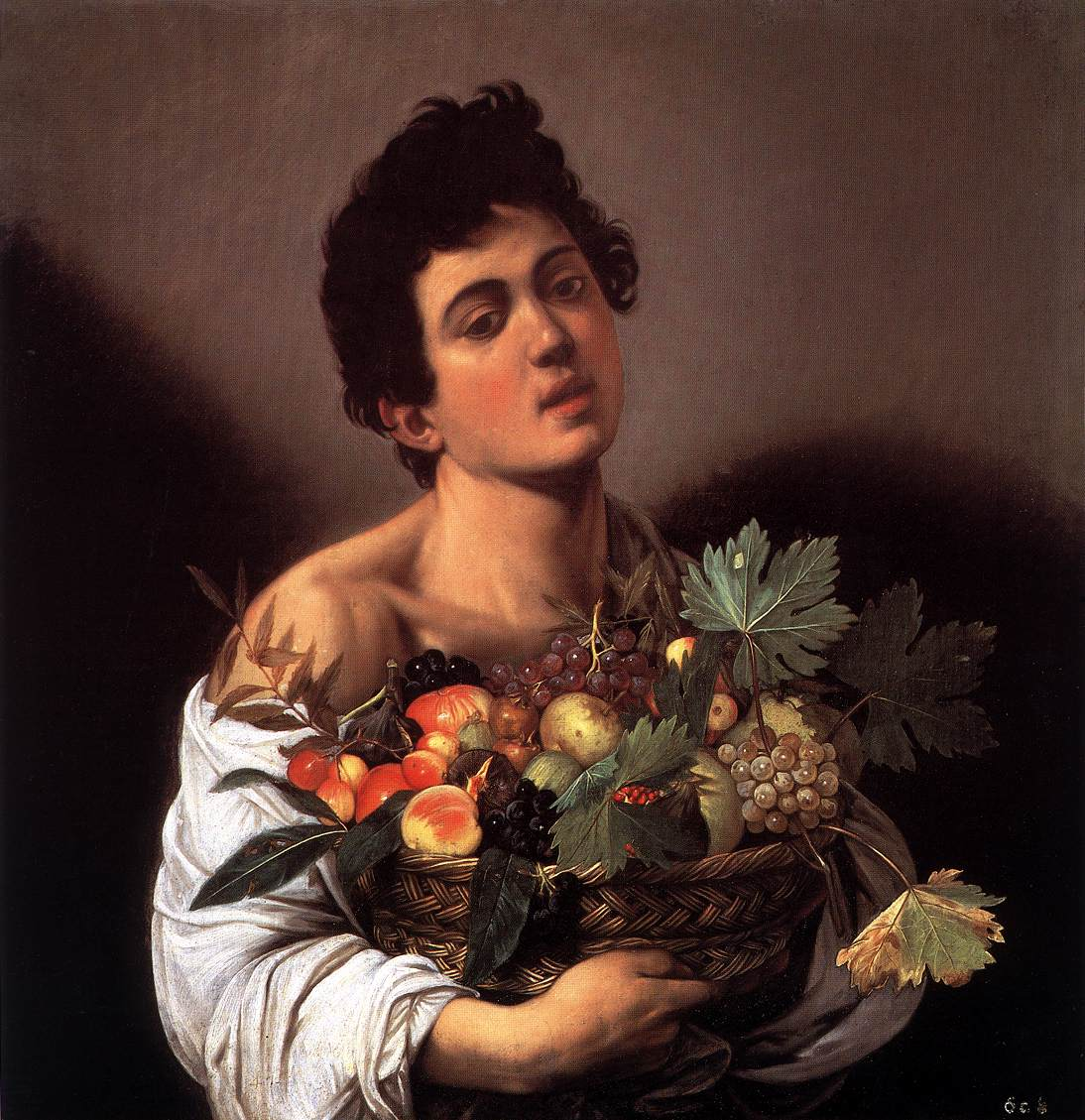
卡拉瓦乔的《捧著果篮的男孩》，70 × 67cm，約繪於1593－1595年，1607年始藏
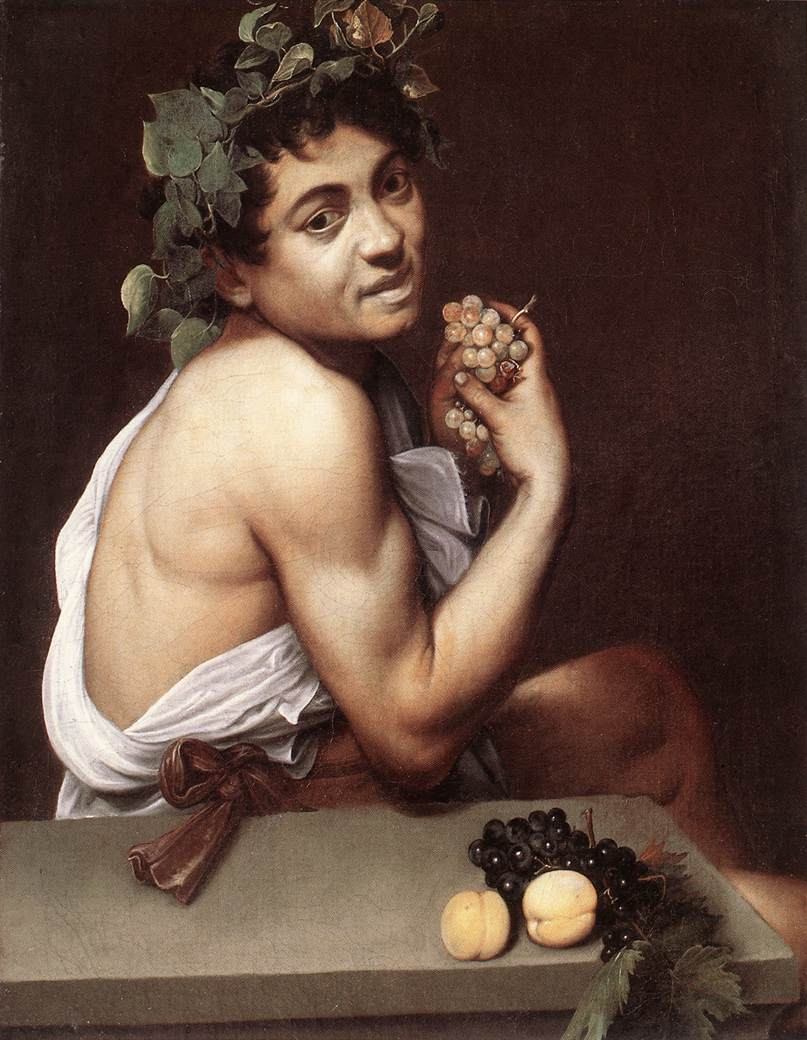
卡拉瓦乔的《生病的巴克斯》，67 × 53cm，約繪於1593－1594年，1607年始藏
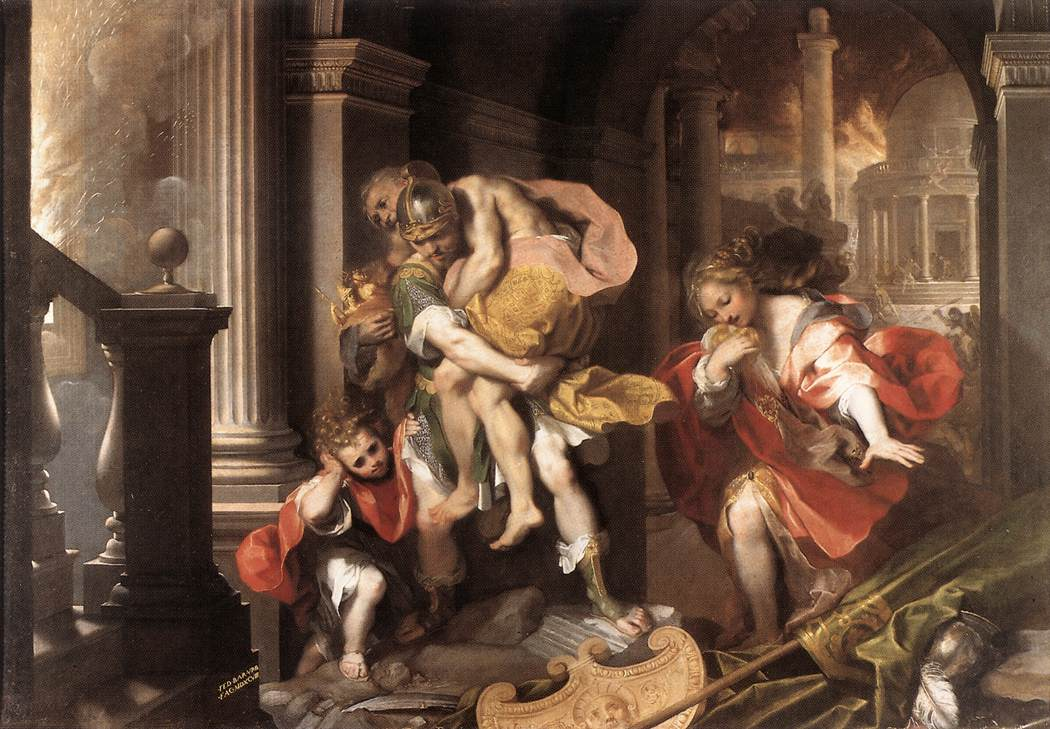
费德里科·巴罗奇的《埃涅阿斯逃离特洛伊》，176 × 253cm，約繪於1598年，1613年始藏
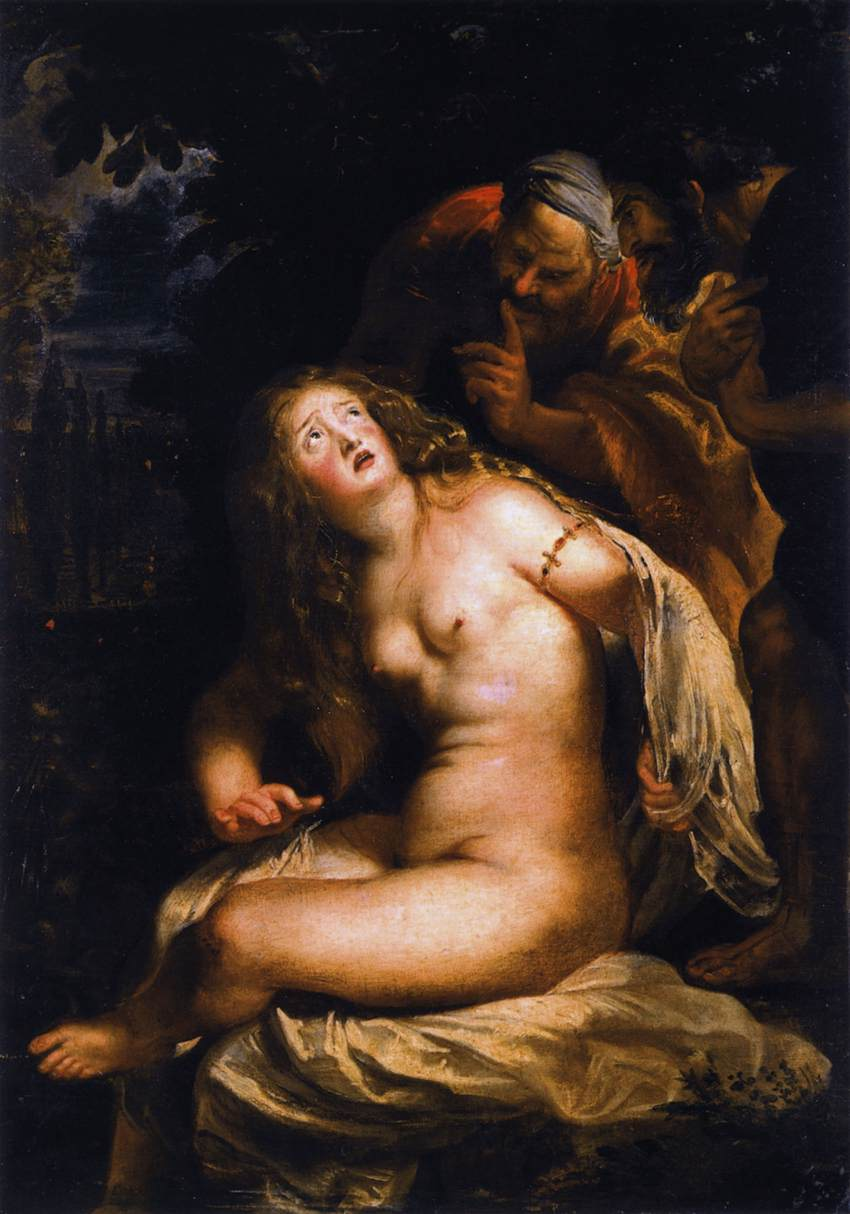
彼得·保羅·魯本斯的《蘇珊娜與長老（英语：Susanna and the Elders (Rubens)）》，94 × 67cm，約繪於1601－1602年，1650年始藏
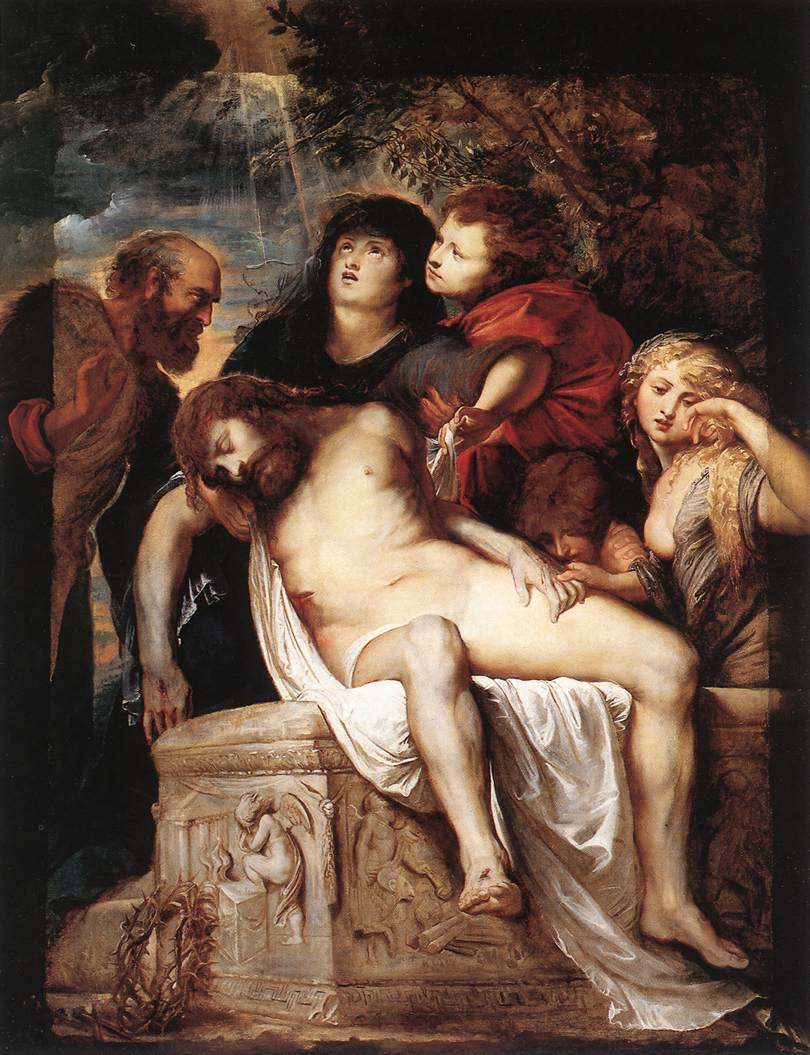
彼得·保羅·魯本斯的《下十字架》，180 × 136cm，約繪於1601－1602年，1833年始藏
卡拉瓦乔的《教宗御座轿夫圣母》，292 × 211cm，约绘于1605年，1613年购入[46]
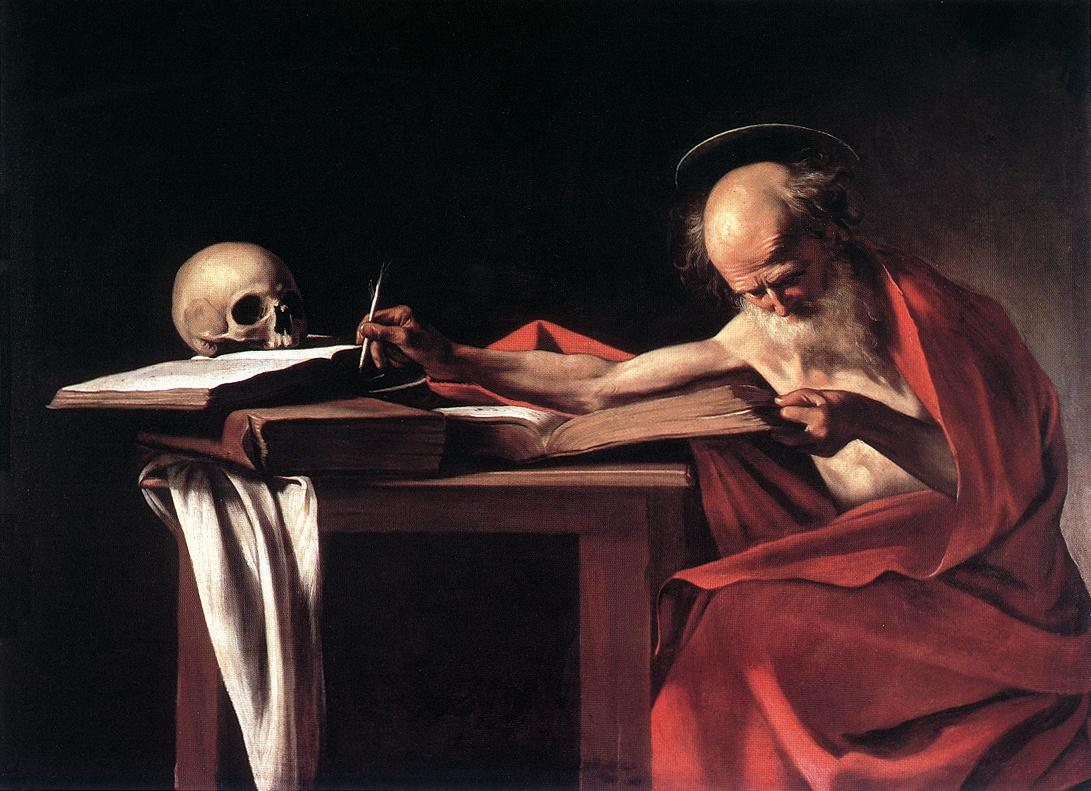
卡拉瓦乔的《正在书写的圣热罗尼莫》，116 × 153cm，約繪於1605－1606年，1672年始藏
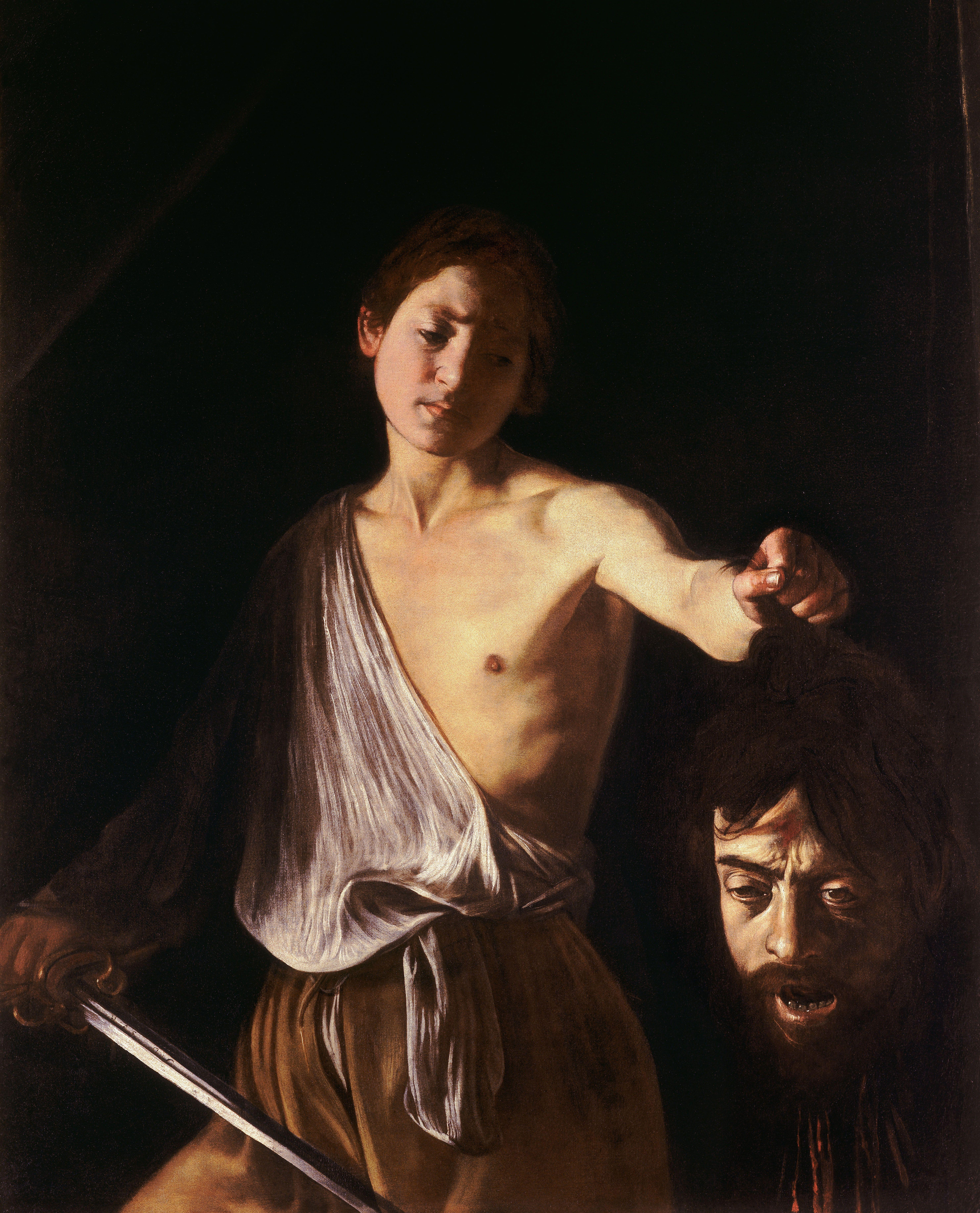
卡拉瓦乔的《手提歌利亚头的大卫》，125 × 101cm，約繪於1610年，1613年始藏
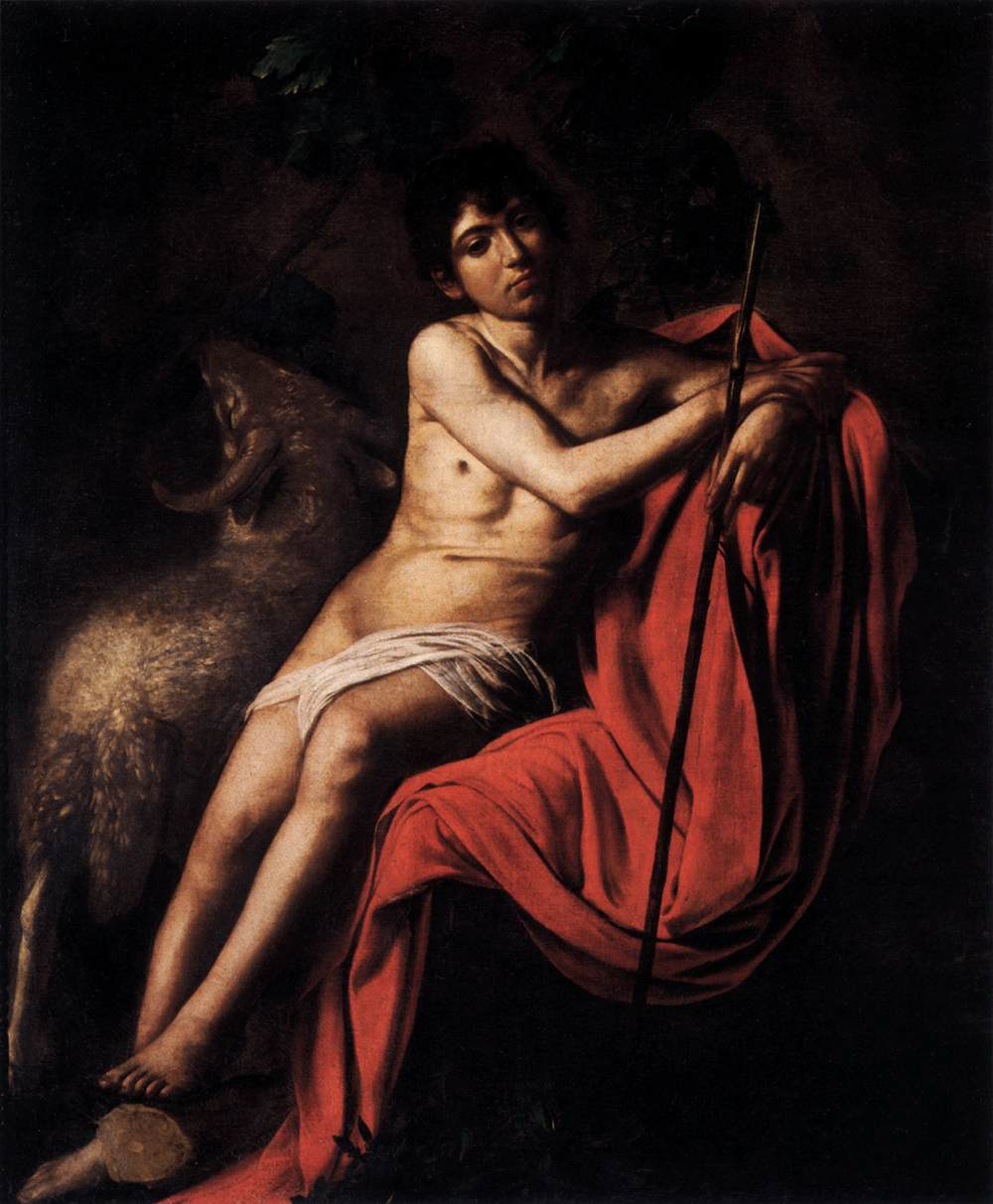
卡拉瓦乔的《若翰洗者》，152 × 125cm，約繪於1610年，1613年始藏
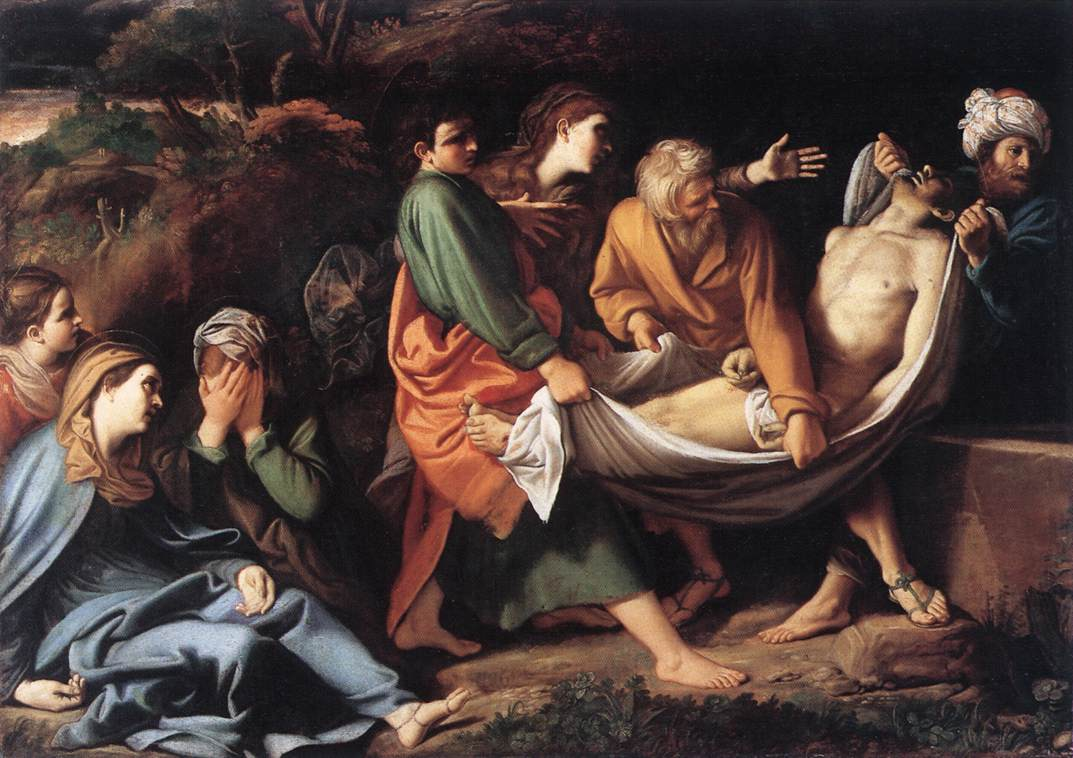
西斯托·巴達洛基奧（英语：Sisto Badalocchio）的《耶穌下葬（西班牙语：Entierro de Cristo (Badalocchio)）》，約繪於1610年
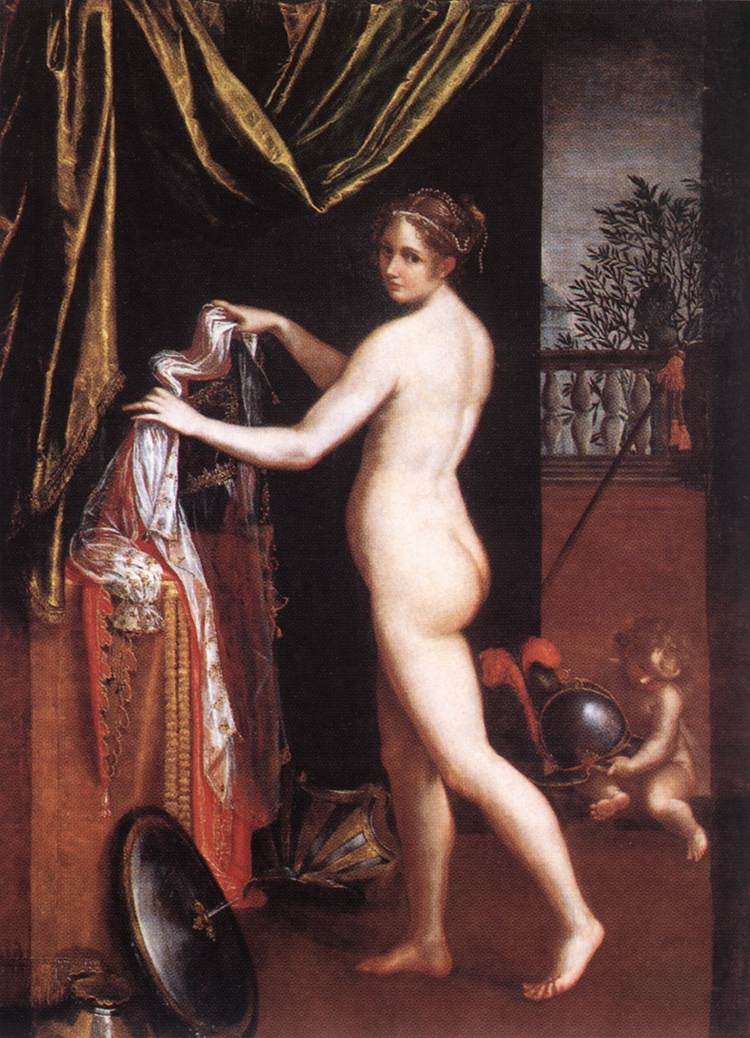
拉維尼亞·豐塔納的《正在更衣的彌涅耳瓦（義大利語：Minerva in atto di abbigliarsi）》，260 × 190cm，約繪於1613年，1613年購入
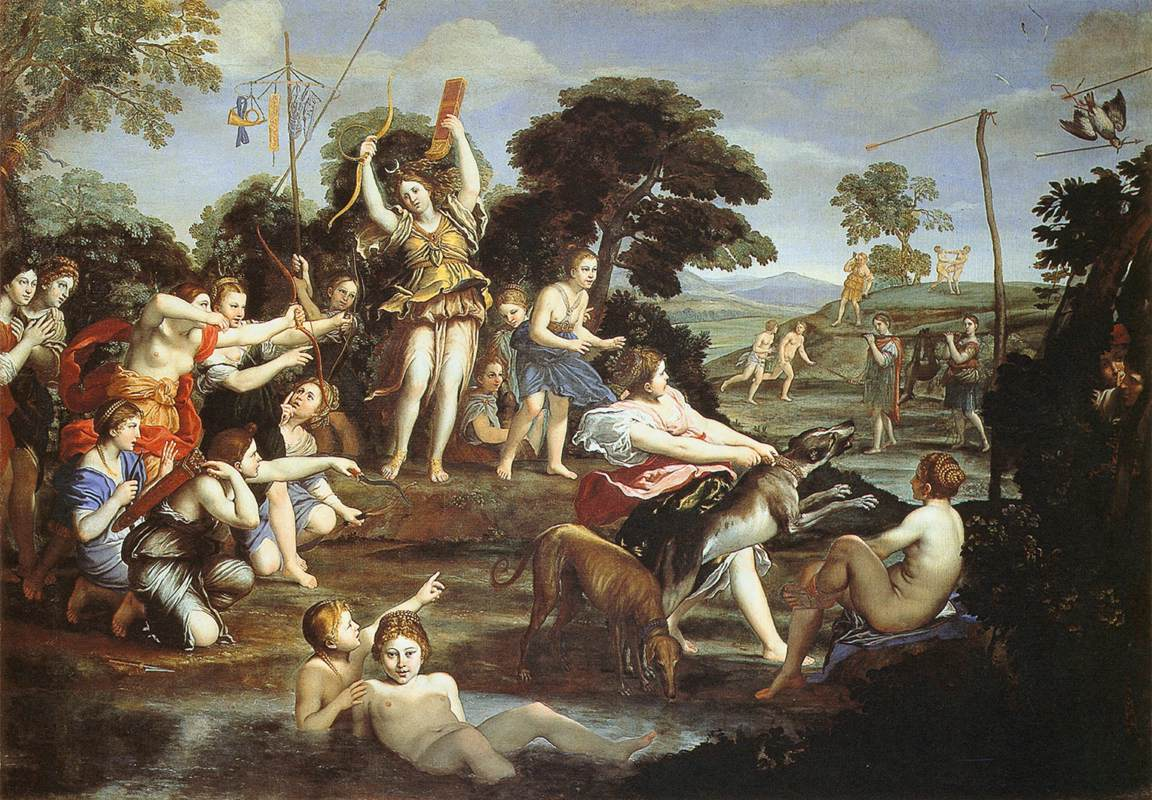
多梅尼基諾的《黛安娜的狩獵（英语：Archery Contest of Diana and her Nymphs）》，225 × 320cm，約繪於1616－1617年，1617年購入
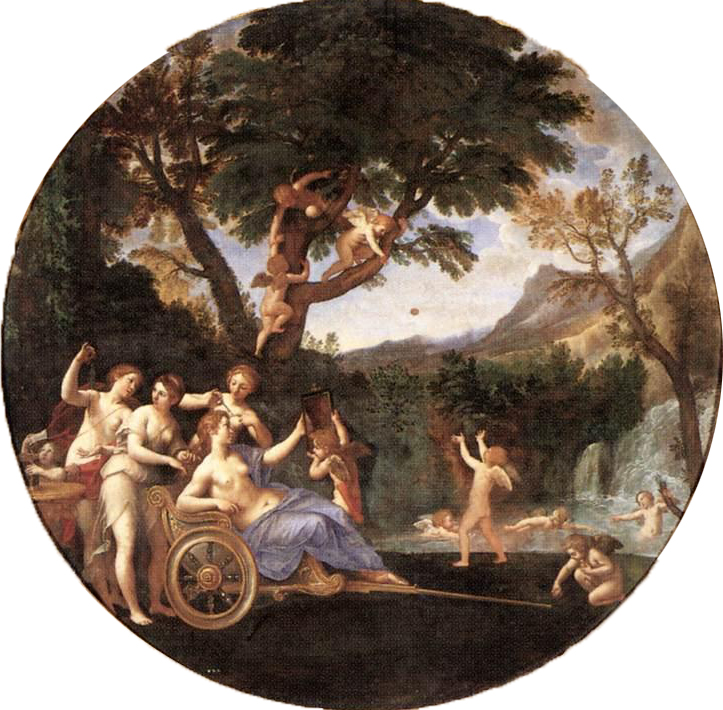
弗朗切斯科·阿爾巴尼的《梳妝中的維納斯》（Storie di Venere e Diana），直徑154cm，約繪於1618年，1622年購入
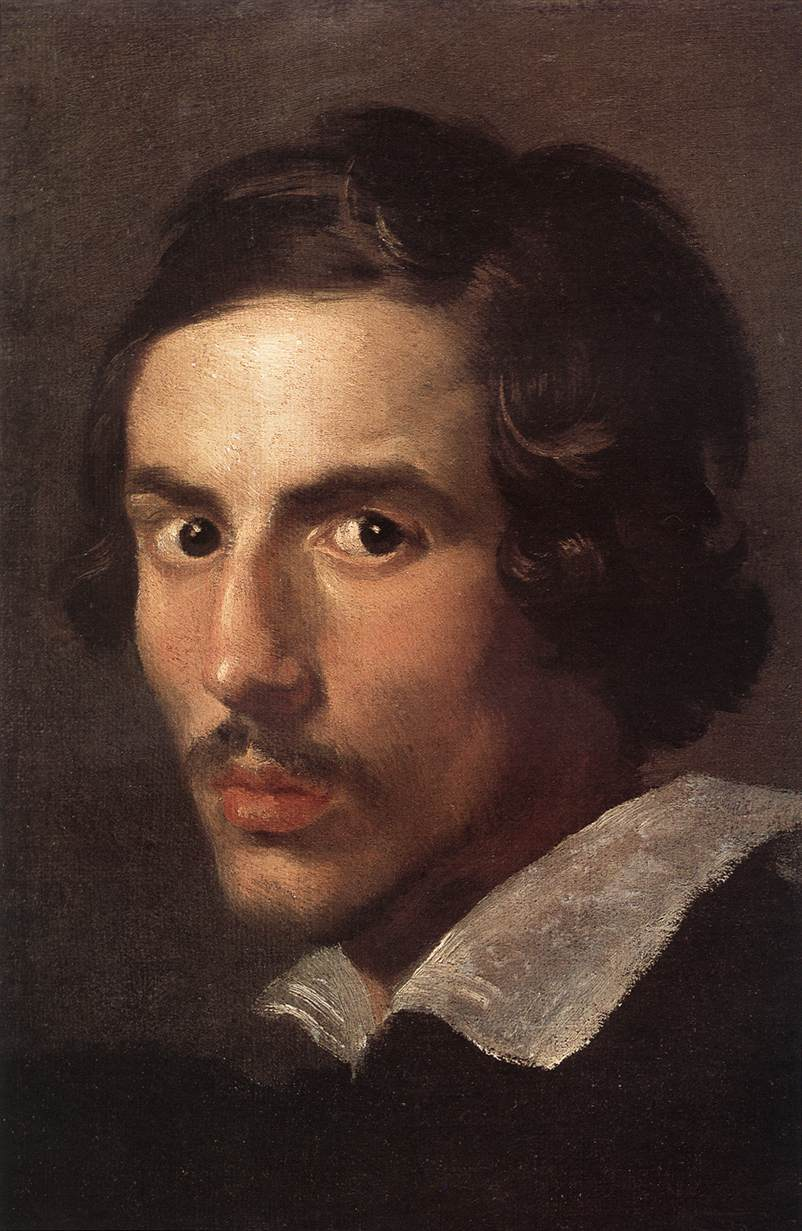
濟安·貝尼尼的《自畫像》（Autoritratto giovanile），約繪於1623年
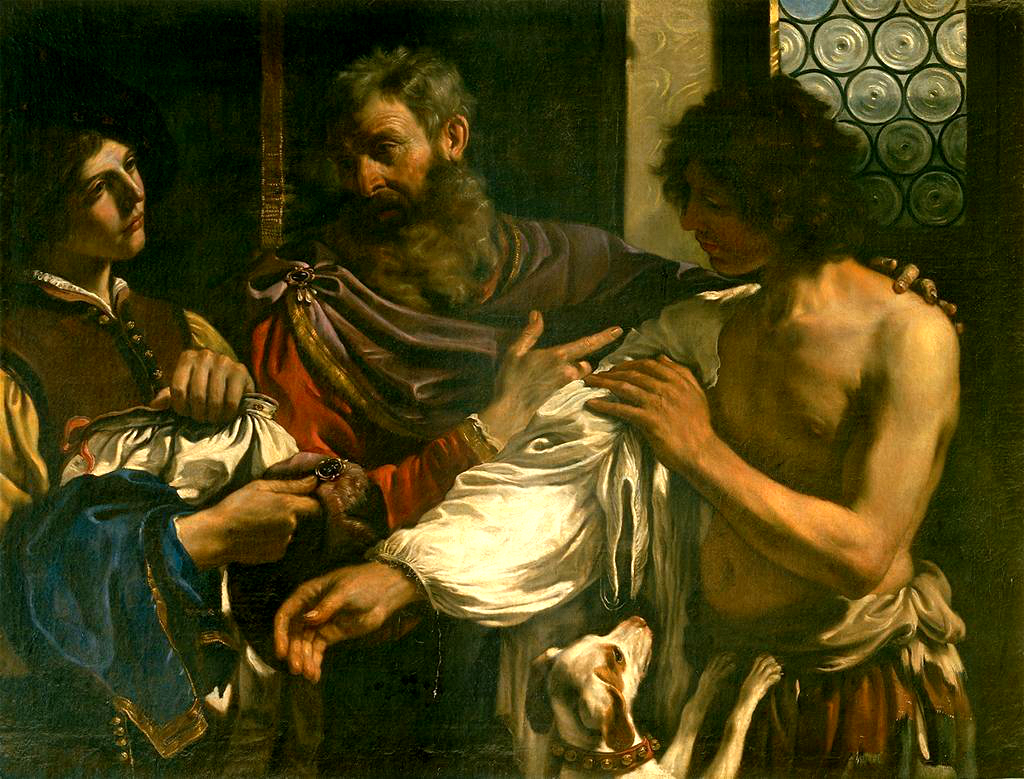
圭尔奇诺的《浪子歸來》（Il figliol prodigo），125 × 163cm，約繪於1627－1628年，1818年購入

### 引用
1. ↑   (PDF).   [2019-05-16]. （原始内容存档 (PDF)于2019-06-09）.
2. ↑   Marchetti, p.11.
3. ↑  .   [2021-08-17]. （原始内容存档于2016-11-26）.
4. ↑   Marchetti, p.9.
5. ↑   Marchetti, p.13.
6. ↑   Marchetti, p.15.
7. 1 2  .   [2021-08-17]. （原始内容存档于2016-11-26）.
8. ↑   Marchetti, p.18.
9. ↑  v. Marco Carminati, Bentornato Ermafrodito. La strepitosa collezione di marmi antichi venduta a Napoleone, in IlSole24Ore, 06/12/2011
10. ↑   Marchetti, p.19.
11. ↑   Marchetti, p.128.
12. ↑   Marchetti, p.130.
13. ↑   Marchetti, p.134.
14. ↑   Marchetti, p.132.
15. ↑   Marchetti, p.144.
16. ↑   Marchetti, p.22.
17. ↑   Marchetti, p.24.
18. ↑   Marchetti, p.25.
19. ↑   Marchetti, p.26.
20. ↑   Marchetti, p.27.
21. ↑   Marchetti, p.28.
22. ↑   Marchetti, p.29.
23. ↑   Marchetti, p.30.
24. ↑   Marchetti, p.34.
25. ↑   Marchetti, p.36.
26. ↑   Marchetti, p.38.
27. ↑   Marchetti, p.42.
28. ↑   Marchetti, p.46.
29. ↑   Marchetti, p.48.
30. ↑   Marchetti, p.52.
31. ↑   Marchetti, p.57.
32. ↑   Marchetti, p.60.
33. ↑   Marchetti, p.64.
34. ↑   Marchetti, p.66.
35. ↑   Marchetti, p.70.
36. ↑   Marchetti, p.72.
37. ↑   Marchetti, p.78.
38. ↑   Marchetti, p.81.
39. ↑   Marchetti, p.84.
40. ↑   Marchetti, p.88.
41. ↑   Marchetti, p.98.
42. ↑   Marchetti, p.102.
43. ↑   Marchetti, p.104.
44. ↑   Marchetti, p.107.
45. ↑   Marchetti, p.108.
46. ↑   Marchetti, p.110.
47. ↑   Marchetti, p.114.
48. ↑   Marchetti, p.116.
49. ↑   Marchetti, p.118.
50. ↑   Marchetti, p.120.
51. ↑   Marchetti, p.124.
52. ↑   Marchetti, p.121.
53. ↑   Marchetti, p.17.
54. ↑   Marchetti, p.142.